# Liste des églises de la Haute-Saône
La liste des églises de la Haute-Saône vise à situer les églises du département français de la Haute-Saône.
Il est fait état des diverses protections dont elles peuvent bénéficier, et notamment les inscriptions et classements au titre des monuments historiques.

## Rattachement diocésain des églises catholiques
En ce qui concerne le culte catholique, les églises sont situées dans le diocèse de Belfort-Montbéliard.

## Liste des églises catholiques classées par commune par ordre alphabétique
Le classement ci-après se fait par commune selon l'ordre alphabétique.
Il est fait état des diverses protections dont elles peuvent bénéficier, et notamment les inscriptions et classements au titre des monuments historiques.
| Église                                                                                   | Commune                                     | Adresse       | Coordonnées                      | Notice         | Protection                                                                                                | Date | Illustration                                                                             |
| ---------------------------------------------------------------------------------------- | ------------------------------------------- | ------------- | -------------------------------- | -------------- | --- | ---- | ---------------------------------------------------------------------------------------- |
| Église Saint-Pierre-et-Saint-Paul d'Abelcourt                                            | Abelcourt                                   |               | 47° 47′ 03″ nord, 6° 17′ 28″ est |                | |      | Église Saint-Pierre-et-Saint-Paul d'Abelcourt                                            |
| Église de la Nativité-de-Notre-Dame d'Aboncourt-Gesincourt                               | Aboncourt-Gesincourt                        |               | 47° 46′ 15″ nord, 5° 58′ 49″ est |                | |      | Image manquante Téléverser                                                               |
| Église Saint-Martin d'Achey                                                              | Achey                                       |               | 47° 34′ 24″ nord, 5° 36′ 33″ est | « PA00102103 » | Inscrit MH                                                                                                | 1980 | Église Saint-Martin d'Achey                                                              |
| Église de l'Assomption d'Adelans-et-le-Val-de-Bithaine                                   | Adelans-et-le-Val-de-Bithaine               |               | 47° 42′ 32″ nord, 6° 23′ 50″ est |                | |      | Église de l'Assomption d'Adelans-et-le-Val-de-Bithaine                                   |
| Église Saint-Nazaire d'Aillevans                                                         | Aillevans                                   |               | 47° 35′ 30″ nord, 6° 24′ 53″ est |                | |      | Église Saint-Nazaire d'Aillevans                                                         |
| Église de la Décollation-de-Saint-Jean-Baptiste d'Aillevillers-et-Lyaumont               | Aillevillers-et-Lyaumont                    |               | 47° 55′ 17″ nord, 6° 20′ 10″ est |                | |      | Église de la Décollation-de-Saint-Jean-Baptiste d'Aillevillers-et-Lyaumont               |
| Église Saint-Eusèbe d'Ailloncourt                                                        | Ailloncourt                                 |               | 47° 45′ 21″ nord, 6° 23′ 15″ est |                | |      | Église Saint-Eusèbe d'Ailloncourt                                                        |
| Église Notre-Dame-de-l'Assomption d'Ainvelle                                             | Ainvelle                                    |               | 47° 50′ 47″ nord, 6° 14′ 59″ est |                | |      | Église Notre-Dame-de-l'Assomption d'Ainvelle                                             |
| Église Saint-Julien d'Aisey-et-Richecourt                                                | Aisey-et-Richecourt                         |               | 47° 53′ 25″ nord, 5° 57′ 16″ est |                | |      | Église Saint-Julien d'Aisey-et-Richecourt                                                |
| Église Saint-Nicolas d'Alaincourt                                                        | Alaincourt                                  |               | 47° 56′ 33″ nord, 6° 06′ 05″ est |                | |      | Église Saint-Nicolas d'Alaincourt                                                        |
| Église Saint-Laurent d'Amance                                                            | Amance                                      |               | 47° 48′ 05″ nord, 6° 03′ 34″ est |                | |      | Église Saint-Laurent d'Amance                                                            |
| Église Saint-Barthélemy d'Ambiévillers                                                   | Ambiévillers                                |               | 47° 58′ 29″ nord, 6° 09′ 43″ est |                | |      | Église Saint-Barthélemy d'Ambiévillers                                                   |
| Église Saint-Antoine d'Amblans-et-Velotte                                                | Amblans-et-Velotte                          |               | 47° 40′ 47″ nord, 6° 24′ 35″ est |                | |      | Église Saint-Antoine d'Amblans-et-Velotte                                                |
| Église Saint-Martin d'Amoncourt                                                          | Amoncourt                                   |               | 47° 44′ 10″ nord, 6° 03′ 46″ est |                | |      | Église Saint-Martin d'Amoncourt                                                          |
| Église Saint-Brice d'Anchenoncourt-et-Chazel                                             | Anchenoncourt-et-Chazel                     |               | 47° 51′ 53″ nord, 6° 06′ 51″ est |                | |      | Église Saint-Brice d'Anchenoncourt-et-Chazel                                             |
| Église de la Nativité-de-Notre-Dame d'Ancier                                             | Ancier                                      |               | 47° 26′ 52″ nord, 5° 37′ 51″ est |                | |      | Église de la Nativité-de-Notre-Dame d'Ancier                                             |
| Église Saint-Jean-l'Évangéliste d'Andelarre                                              | Andelarre                                   |               | 47° 35′ 20″ nord, 6° 05′ 46″ est |                | |      | Église Saint-Jean-l'Évangéliste d'Andelarre                                              |
| Église Saint-Martin d'Angirey                                                            | Angirey                                     |               | 47° 27′ 15″ nord, 5° 46′ 12″ est |                | |      | Église Saint-Martin d'Angirey                                                            |
| Église Saint-Remi d'Anjeux                                                               | Anjeux                                      |               | 47° 52′ 48″ nord, 6° 12′ 40″ est | « PA00102111 » | Inscrit MH                                                                                                | 1944 | Église Saint-Remi d'Anjeux                                                               |
| Église Saint-Barthélemy d'Apremont                                                       | Apremont                                    |               | 47° 23′ 39″ nord, 5° 32′ 30″ est |                | |      | Église Saint-Barthélemy d'Apremont                                                       |
| Église de la Nativité Notre-Dame d'Arbecey                                               | Arbecey                                     |               | 47° 44′ 25″ nord, 5° 55′ 46″ est |                | |      | Image manquante Téléverser                                                               |
| Église de la Nativité-de-Notre-Dame d'Arc-lès-Gray                                       | Arc-lès-Gray                                |               | 47° 27′ 26″ nord, 5° 34′ 59″ est |                | |      | Église de la Nativité-de-Notre-Dame d'Arc-lès-Gray                                       |
| Église Saint-Martin d'Argillières                                                        | Argillières                                 |               | 47° 39′ 57″ nord, 5° 38′ 07″ est |                | |      | Église Saint-Martin d'Argillières                                                        |
| Église Saint-Maurice d'Aroz                                                              | Aroz                                        |               | 47° 36′ 45″ nord, 6° 00′ 11″ est |                | |      | Image manquante Téléverser                                                               |
| Église Saint-Valère d'Arpenans                                                           | Arpenans                                    |               | 47° 36′ 56″ nord, 6° 24′ 15″ est |                | |      | Église Saint-Valère d'Arpenans                                                           |
| Église Saint-Servais d'Athesans-Étroitefontaine                                          | Athesans-Étroitefontaine                    |               | 47° 35′ 43″ nord, 6° 30′ 28″ est |                | |      | Église Saint-Servais d'Athesans-Étroitefontaine                                          |
| Église Saint-Martin d'Augicourt                                                          | Augicourt                                   |               | 47° 46′ 26″ nord, 5° 53′ 47″ est |                | |      | Église Saint-Martin d'Augicourt                                                          |
| Église Saint-Pierre-et-Saint-Paul d'Autet                                                | Autet                                       |               | 47° 32′ 35″ nord, 5° 41′ 49″ est |                | |      | Église Saint-Pierre-et-Saint-Paul d'Autet                                                |
| Église Saint-Étienne d'Authoison                                                         | Authoison                                   |               | 47° 29′ 18″ nord, 6° 08′ 49″ est |                | |      | Église Saint-Étienne d'Authoison                                                         |
| Église Sainte-Cécile d'Autoreille                                                        | Autoreille                                  |               | 47° 22′ 09″ nord, 5° 48′ 32″ est | « IA00016113 » | |      | Église Sainte-Cécile d'Autoreille                                                        |
| Église Saint-Didier d'Autrey-lès-Cerre                                                   | Autrey-lès-Cerre                            |               | 47° 36′ 34″ nord, 6° 20′ 56″ est |                | |      | Église Saint-Didier d'Autrey-lès-Cerre                                                   |
| Église Saint-Didier d'Autrey-lès-Gray                                                    | Autrey-lès-Gray                             |               | 47° 29′ 10″ nord, 5° 29′ 28″ est | « PA00102113 » | Classé MH                                                                                                 | 1910 | Église Saint-Didier d'Autrey-lès-Gray                                                    |
| Église Saint-Maurice d'Auvet                                                             | Auvet-et-la-Chapelotte                      |               | 47° 30′ 33″ nord, 5° 31′ 00″ est |                | |      | Église Saint-Maurice d'Auvet                                                             |
| Église Saint-André d'Auxon                                                               | Auxon                                       |               | 47° 41′ 01″ nord, 6° 09′ 59″ est |                | |      | Église Saint-André d'Auxon                                                               |
| Église Saint-Étienne d'Avrigney-Virey                                                    | Avrigney-Virey                              |               | 47° 20′ 11″ nord, 5° 46′ 36″ est | « PA00102114 » | Classé MH                                                                                                 | 1989 | Église Saint-Étienne d'Avrigney-Virey                                                    |
| Église Saint-Léger de Virey                                                              | Avrigney-Virey                              |               | 47° 20′ 11″ nord, 5° 46′ 36″ est |                | |      | Église Saint-Léger de Virey                                                              |
| Église Saint-Ferréol-et-Saint-Ferjeux de Bard-lès-Pesmes                                 | Bard-lès-Pesmes                             |               | 47° 16′ 16″ nord, 5° 37′ 53″ est | « IA00016385 » | |      | Église Saint-Ferréol-et-Saint-Ferjeux de Bard-lès-Pesmes                                 |
| Église Saint-Vallier de Barges                                                           | Barges                                      |               | 47° 51′ 46″ nord, 5° 50′ 54″ est |                | |      | Église Saint-Vallier de Barges                                                           |
| Église Saint-Étienne de Bassigney                                                        | Bassigney                                   |               | 47° 48′ 57″ nord, 6° 10′ 47″ est |                | |      | Église Saint-Étienne de Bassigney                                                        |
| Église Saint-Pierre-et-Saint-Paul de Battrans                                            | Battrans                                    |               | 47° 25′ 41″ nord, 5° 38′ 32″ est |                | |      | Église Saint-Pierre-et-Saint-Paul de Battrans                                            |
| Église Saint-Jean-Porte-Latine de Baudoncourt                                            | Baudoncourt                                 |               | 47° 46′ 43″ nord, 6° 20′ 43″ est |                | |      | Église Saint-Jean-Porte-Latine de Baudoncourt                                            |
| Église Saint-Barthélemy de Baulay                                                        | Baulay                                      |               | 47° 47′ 13″ nord, 6° 00′ 28″ est |                | |      | Église Saint-Barthélemy de Baulay                                                        |
| Église Saint-Étienne de Bay                                                              | Bay                                         |               | 47° 17′ 20″ nord, 5° 43′ 04″ est | « IA00015919 » | |      | Église Saint-Étienne de Bay                                                              |
| Église de Notre-Dame-de-l'Assomption de Beaujeu                                          | Beaujeu-Saint-Vallier-Pierrejux-et-Quitteur |               | 47° 30′ 23″ nord, 5° 40′ 33″ est | « PA00102117 » | Classé MH                                                                                                 | 1913 | Église de Notre-Dame-de-l'Assomption de Beaujeu                                          |
| Église de Saint-Vallier                                                                  | Beaujeu-Saint-Vallier-Pierrejux-et-Quitteur |               | 47° 29′ 51″ nord, 5° 40′ 36″ est |                | |      | Église de Saint-Vallier                                                                  |
| Église Sainte-Cécile de Beaumotte-Aubertans                                              | Beaumotte-Aubertans                         |               | 47° 25′ 09″ nord, 6° 10′ 50″ est |                | |      | Église Sainte-Cécile de Beaumotte-Aubertans                                              |
| Église Saint-Martin d'Aubertans                                                          | Beaumotte-Aubertans                         |               | 47° 27′ 10″ nord, 6° 09′ 47″ est |                | |      | Église Saint-Martin d'Aubertans                                                          |
| Église Saints-Pierre-et-Paul de Beaumotte-lès-Pin                                        | Beaumotte-lès-Pin                           |               | 47° 19′ 01″ nord, 5° 49′ 47″ est | « IA00015931 » | |      | Église Saints-Pierre-et-Paul de Beaumotte-lès-Pin                                        |
| Église Saint-Nicolas de Belfahy                                                          | Belfahy                                     |               | 47° 47′ 01″ nord, 6° 43′ 53″ est |                | |      | Église Saint-Nicolas de Belfahy                                                          |
| Église de l'Assomption de Belmont                                                        | Belmont                                     |               | 47° 47′ 17″ nord, 6° 30′ 14″ est |                | |      | Église de l'Assomption de Belmont                                                        |
| Église de la Nativité-de-la-Vierge de Besnans                                            | Besnans                                     |               | 47° 27′ 01″ nord, 6° 15′ 37″ est |                | |      | Église de la Nativité-de-la-Vierge de Besnans                                            |
| Église Saint-Brice de Betaucourt                                                         | Betaucourt                                  |               | 47° 51′ 47″ nord, 5° 55′ 12″ est |                | |      | Image manquante Téléverser                                                               |
| Église Saint-Pancras-Saint-Roch de Betoncourt-Saint-Pancras                              | Betoncourt-Saint-Pancras                    |               | 47° 55′ 06″ nord, 6° 10′ 17″ est |                | |      | Église Saint-Pancras-Saint-Roch de Betoncourt-Saint-Pancras                              |
| Église Saints-Ferréol-et-Ferjeux de Betoncourt-sur-Mance                                 | Betoncourt-sur-Mance                        |               | 47° 49′ 54″ nord, 5° 45′ 24″ est |                | |      | Image manquante Téléverser                                                               |
| Église Saint-Laurent de Beulotte-Saint-Laurent                                           | Beulotte-Saint-Laurent                      |               | 47° 51′ 38″ nord, 6° 40′ 40″ est |                | |      | Église Saint-Laurent de Beulotte-Saint-Laurent                                           |
| Église Saint-Ferjeux de Beveuge                                                          | Beveuge                                     |               | 47° 33′ 27″ nord, 6° 28′ 56″ est |                | |      | Église Saint-Ferjeux de Beveuge                                                          |
| Église Saint-Martin de Blondefontaine                                                    | Blondefontaine                              |               | 47° 52′ 43″ nord, 5° 51′ 59″ est | « PA00102120 » | Classé MH                                                                                                 | 1992 | Église Saint-Martin de Blondefontaine                                                    |
| Église Saint-Nicolas de Bonboillon                                                       | Bonboillon                                  |               | 47° 20′ 17″ nord, 5° 42′ 10″ est | « IA00015937 » | |      | Église Saint-Nicolas de Bonboillon                                                       |
| Église de la Sainte-Trinité de Bonnevent-Velloreille                                     | Bonnevent-Velloreille                       |               | 47° 23′ 29″ nord, 5° 56′ 00″ est | « PA70000090 » | Inscrit MH                                                                                                | 2009 | Église de la Sainte-Trinité de Bonnevent-Velloreille                                     |
| Église Saint-Martin de Borey                                                             | Borey                                       |               | 47° 35′ 37″ nord, 6° 21′ 23″ est |                | |      | Église Saint-Martin de Borey                                                             |
| Église Saint-Pierre de Bougey                                                            | Bougey                                      |               | 47° 46′ 52″ nord, 5° 51′ 41″ est |                | |      | Église Saint-Pierre de Bougey                                                            |
| Église Saint-André de Bougnon                                                            | Bougnon                                     |               | 47° 41′ 33″ nord, 6° 06′ 26″ est |                | |      | Église Saint-André de Bougnon                                                            |
| Église Saint-Pierre-aux-Liens de Bouhans-et-Feurg                                        | Bouhans-et-Feurg                            |               | 47° 28′ 44″ nord, 5° 30′ 22″ est |                | |      | Image manquante Téléverser                                                               |
| Église Saint-Aubin de Bouhans-lès-Lure                                                   | Bouhans-lès-Lure                            |               | 47° 41′ 45″ nord, 6° 25′ 20″ est |                | |      | Église Saint-Aubin de Bouhans-lès-Lure                                                   |
| Église Saint-Eustaise de Bouligney                                                       | Bouligney                                   |               | 47° 53′ 37″ nord, 6° 14′ 27″ est |                | |      | Église Saint-Eustaise de Bouligney                                                       |
| Église Saint-Christophe de Boulot                                                        | Boulot                                      |               | 47° 20′ 56″ nord, 5° 57′ 41″ est |                | |      | Église Saint-Christophe de Boulot                                                        |
| Église Saint-Maurice de Boult                                                            | Boult                                       |               | 47° 22′ 50″ nord, 6° 00′ 04″ est | « PA70000095 » | Inscrit MH                                                                                                | 2009 | Église Saint-Maurice de Boult                                                            |
| Église Saint-Martin de Bourbévelle                                                       | Bourbévelle                                 |               | 47° 55′ 25″ nord, 5° 56′ 24″ est |                | |      | Église Saint-Martin de Bourbévelle                                                       |
| Église Saint-Georges de Bourguignon-lès-Conflans                                         | Bourguignon-lès-Conflans                    |               | 47° 48′ 22″ nord, 6° 09′ 52″ est | « PA00102123 » | Inscrit MH                                                                                                | 1946 | Église Saint-Georges de Bourguignon-lès-Conflans                                         |
| Église Saint-Martin de Bourguignon-lès-Morey                                             | Bourguignon-lès-Morey                       |               | 47° 42′ 32″ nord, 5° 42′ 13″ est |                | |      | Église Saint-Martin de Bourguignon-lès-Morey                                             |
| Église Saint-Pierre-et-Saint-Paul de Bourguignon-lès-la-Charité                          | Bourguignon-lès-la-Charité                  |               | 47° 30′ 22″ nord, 5° 58′ 11″ est |                | |      | Église Saint-Pierre-et-Saint-Paul de Bourguignon-lès-la-Charité                          |
| Église Saint-Étienne de Bousseraucourt                                                   | Bousseraucourt                              |               | 47° 57′ 40″ nord, 5° 55′ 46″ est |                | |      | Église Saint-Étienne de Bousseraucourt                                                   |
| Église Saint-Roch de Bresilley                                                           | Bresilley                                   |               | 47° 15′ 28″ nord, 5° 38′ 31″ est |                | |      | Église Saint-Roch de Bresilley                                                           |
| Église de l'Assomption de Breuches                                                       | Breuches                                    |               | 47° 47′ 53″ nord, 6° 19′ 43″ est |                | |      | Église de l'Assomption de Breuches                                                       |
| Église Saint-Laurent de Breurey-lès-Faverney                                             | Breurey-lès-Faverney                        |               | 47° 45′ 18″ nord, 6° 07′ 49″ est |                | |      | Église Saint-Laurent de Breurey-lès-Faverney                                             |
| Église Saint-Laurent de Briaucourt                                                       | Briaucourt                                  |               | 47° 49′ 25″ nord, 6° 14′ 54″ est |                | |      | Église Saint-Laurent de Briaucourt                                                       |
| Église Saint-Martin de Brotte-lès-Luxeuil                                                | Brotte-lès-Luxeuil                          |               | 47° 45′ 23″ nord, 6° 20′ 48″ est |                | |      | Église Saint-Martin de Brotte-lès-Luxeuil                                                |
| Église Saint-Joachim-et-Sainte-Anne de Brotte-lès-Ray                                    | Brotte-lès-Ray                              |               | 47° 36′ 21″ nord, 5° 44′ 10″ est |                | |      | Image manquante Téléverser                                                               |
| Église Saint-Nicolas d'Aubigney                                                          | Broye-Aubigney-Montseugny                   |               | 47° 19′ 42″ nord, 5° 32′ 17″ est | « IA00016417 » | |      | Église Saint-Nicolas d'Aubigney                                                          |
| Église Saints-Pierre-et-Paul de Broye                                                    | Broye-Aubigney-Montseugny                   |               | 47° 18′ 35″ nord, 5° 30′ 25″ est |                | |      | Église Saints-Pierre-et-Paul de Broye                                                    |
| Église de l'Assomption de Montseugny                                                     | Broye-Aubigney-Montseugny                   |               | 47° 21′ 18″ nord, 5° 31′ 36″ est |                | |      | Église de l'Assomption de Montseugny                                                     |
| Église de l'Exaltation-de-la-Sainte-Croix de Broye-les-Loups-et-Verfontaine              | Broye-les-Loups-et-Verfontaine              |               | 47° 27′ 47″ nord, 5° 25′ 21″ est |                | |      | Église de l'Exaltation-de-la-Sainte-Croix de Broye-les-Loups-et-Verfontaine              |
| Église Saint-Maurice de Brussey                                                          | Brussey                                     |               | 47° 18′ 02″ nord, 5° 48′ 40″ est | « IA00015949 » | |      | Église Saint-Maurice de Brussey                                                          |
| Église Saint-Martin de Bucey-lès-Gy                                                      | Bucey-lès-Gy                                |               | 47° 25′ 21″ nord, 5° 50′ 42″ est | « PA00102126 » | Inscrit MH                                                                                                | 1980 | Église Saint-Martin de Bucey-lès-Gy                                                      |
| Église de la Nativité-de-Notre-Dame de Buffignécourt                                     | Buffignécourt                               |               | 47° 48′ 49″ nord, 6° 01′ 04″ est |                | |      | Image manquante Téléverser                                                               |
| Église Saint-Maurice de Bussières                                                        | Bussières                                   |               | 47° 20′ 12″ nord, 5° 58′ 23″ est |                | |      | Église Saint-Maurice de Bussières                                                        |
| Église Saints-Pierre-et-Paul de Buthiers                                                 | Buthiers                                    |               | 47° 20′ 44″ nord, 6° 02′ 04″ est |                | |      | Église Saints-Pierre-et-Paul de Buthiers                                                 |
| Église de la Nativité-de-Notre-Dame de Calmoutier                                        | Calmoutier                                  |               | 47° 38′ 42″ nord, 6° 16′ 47″ est |                | |      | Église de la Nativité-de-Notre-Dame de Calmoutier                                        |
| Église de l'Assomption de Cemboing                                                       | Cemboing                                    |               | 47° 50′ 30″ nord, 5° 51′ 22″ est | « PA00135344 » | Inscrit MH                                                                                                | 1995 | Église de l'Assomption de Cemboing                                                       |
| Église Saint-Martin de Guiseuil                                                          | Cenans                                      |               | 47° 26′ 10″ nord, 6° 12′ 21″ est |                | |      | Église Saint-Martin de Guiseuil                                                          |
| Église Saint-Laurent de Cendrecourt                                                      | Cendrecourt                                 |               | 47° 50′ 40″ nord, 5° 55′ 26″ est |                | |      | Image manquante Téléverser                                                               |
| Église Saint-Maurice de Cerre-lès-Noroy                                                  | Cerre-lès-Noroy                             |               | 47° 36′ 04″ nord, 6° 18′ 56″ est |                | |      | Église Saint-Maurice de Cerre-lès-Noroy                                                  |
| Église Saint-Martin de Chagey                                                            | Chagey                                      |               | 47° 36′ 46″ nord, 6° 43′ 59″ est |                | |      | Église Saint-Martin de Chagey                                                            |
| Église Saint-Germain de Chambornay-lès-Bellevaux                                         | Chambornay-lès-Bellevaux                    |               | 47° 23′ 25″ nord, 6° 06′ 19″ est |                | |      | Église Saint-Germain de Chambornay-lès-Bellevaux                                         |
| Église de la Nativité-de-Notre-Dame de Chambornay-lès-Pin                                | Chambornay-lès-Pin                          |               | 47° 20′ 14″ nord, 5° 54′ 18″ est | « IA00015959 » | |      | Église de la Nativité-de-Notre-Dame de Chambornay-lès-Pin                                |
| Église Saint-Laurent de Champagney                                                       | Champagney                                  |               | 47° 42′ 19″ nord, 6° 40′ 59″ est |                | |      | Église Saint-Laurent de Champagney                                                       |
| Église Saint-Christophe de Champlitte                                                    | Champlitte                                  |               | 47° 36′ 59″ nord, 5° 30′ 53″ est | « PA70000091 » | Inscrit MH                                                                                                | 2009 | Église Saint-Christophe de Champlitte                                                    |
| Église Saint-Christophe de Champlitte-la-Ville                                           | Champlitte                                  |               | 47° 36′ 48″ nord, 5° 31′ 57″ est | « PA00102316 » | Inscrit MH                                                                                                | 1991 | Église Saint-Christophe de Champlitte-la-Ville                                           |
| Église de la Décollation-de-Saint-Jean-Baptiste de Leffond                               | Champlitte                                  |               | 47° 39′ 45″ nord, 5° 27′ 53″ est |                | |      | Image manquante Téléverser                                                               |
| Église Saint-Christophe de Margilley                                                     | Champlitte                                  |               | 47° 36′ 22″ nord, 5° 32′ 49″ est |                | |      | Image manquante Téléverser                                                               |
| Église Saint-Didier de Frettes                                                           | Champlitte                                  |               | 47° 40′ 40″ nord, 5° 33′ 52″ est |                | |      | Image manquante Téléverser                                                               |
| Église Saint-Martin de Montarlot-lès-Champlitte                                          | Champlitte                                  |               | 47° 38′ 34″ nord, 5° 30′ 54″ est |                | |      | Image manquante Téléverser                                                               |
| Église Saint-Prudent de Neuvelle-lès-Champlitte                                          | Champlitte                                  |               | 47° 35′ 07″ nord, 5° 33′ 00″ est |                | |      | Image manquante Téléverser                                                               |
| Église Saint-Médard de Champtonnay                                                       | Champtonnay                                 |               | 47° 22′ 46″ nord, 5° 40′ 07″ est |                | |      | Église Saint-Médard de Champtonnay                                                       |
| Église Saints-Pierre-et-Paul de Champvans                                                | Champvans                                   |               | 47° 23′ 35″ nord, 5° 34′ 37″ est |                | |      | Église Saints-Pierre-et-Paul de Champvans                                                |
| Église Saint-Barthélemy de Chancey                                                       | Chancey                                     |               | 47° 19′ 14″ nord, 5° 41′ 06″ est | « IA00016433 » | |      | Église Saint-Barthélemy de Chancey                                                       |
| Église de l'Exaltation-de-la-Sainte-Croix de Chantes                                     | Chantes                                     |               | 47° 38′ 00″ nord, 5° 55′ 53″ est |                | |      | Église de l'Exaltation-de-la-Sainte-Croix de Chantes                                     |
| Église Notre-Dame-de-l'Assomption de Charcenne                                           | Charcenne                                   |               | 47° 22′ 19″ nord, 5° 46′ 37″ est | « IA00015978 » | |      | Église Notre-Dame-de-l'Assomption de Charcenne                                           |
| Église Saint-Valier de Chargey-lès-Gray                                                  | Chargey-lès-Gray                            |               | 47° 29′ 15″ nord, 5° 34′ 32″ est |                | |      | Église Saint-Valier de Chargey-lès-Gray                                                  |
| Église Saint-Didier de Chargey-lès-Port                                                  | Chargey-lès-Port                            |               | 47° 44′ 23″ nord, 6° 00′ 06″ est |                | |      | Église Saint-Didier de Chargey-lès-Port                                                  |
| Église de l'Assomption de Chariez                                                        | Chariez                                     |               | 47° 37′ 11″ nord, 6° 05′ 08″ est | « PA00102320 » | Inscrit MH                                                                                                | 1991 | Église de l'Assomption de Chariez                                                        |
| Église Saint-Valbert de Charmes-Saint-Valbert                                            | Charmes-Saint-Valbert                       |               | 47° 43′ 45″ nord, 5° 42′ 31″ est |                | |      | Image manquante Téléverser                                                               |
| Église Saint-Maurice de Charmoille                                                       | Charmoille                                  |               | 47° 39′ 45″ nord, 6° 06′ 27″ est |                | |      | Église Saint-Maurice de Charmoille                                                       |
| Église paléochrétienne de Chassey-lès-Montbozon                                          | Chassey-lès-Montbozon                       |               | 47° 30′ 52″ nord, 6° 21′ 38″ est | « PA00102133 » | Classé MH                                                                                                 | 1981 | Église paléochrétienne de Chassey-lès-Montbozon                                          |
| Église Saint-Gengoul de Chassey-lès-Montbozon                                            | Chassey-lès-Montbozon                       |               | 47° 30′ 37″ nord, 6° 19′ 56″ est |                | |      | Église Saint-Gengoul de Chassey-lès-Montbozon                                            |
| Église de la Nativité-de-Notre-Dame de Chaumercenne                                      | Chaumercenne                                |               | 47° 17′ 57″ nord, 5° 37′ 40″ est | « IA00016446 » | |      | Église de la Nativité-de-Notre-Dame de Chaumercenne                                      |
| Église de la Nativité-de-Notre-Dame de Chauvirey-le-Châtel                               | Chauvirey-le-Châtel                         |               | 47° 47′ 32″ nord, 5° 45′ 10″ est | « PA70000098 » | Inscrit MH                                                                                                | 2010 | Église de la Nativité-de-Notre-Dame de Chauvirey-le-Châtel                               |
| Église Saint-Maurice de Chauvirey-le-Vieil                                               | Chauvirey-le-Vieil                          |               | 47° 47′ 06″ nord, 5° 45′ 25″ est |                | |      | Image manquante Téléverser                                                               |
| Église Saint-Agnan de Chaux-lès-Port                                                     | Chaux-lès-Port                              |               | 47° 42′ 57″ nord, 6° 02′ 10″ est |                | |      | Église Saint-Agnan de Chaux-lès-Port                                                     |
| Église de l'Assomption de Chenebier                                                      | Chenebier                                   |               | 47° 38′ 43″ nord, 6° 42′ 51″ est |                | |      | Église de l'Assomption de Chenebier                                                      |
| Église Saint-Ferréol-et-Saint-Ferjeux de Chenevrey                                       | Chenevrey-et-Morogne                        |               | 47° 16′ 55″ nord, 5° 44′ 39″ est | « IA00015992 » | |      | Église Saint-Ferréol-et-Saint-Ferjeux de Chenevrey                                       |
| Église de la Nativité-de-la-Vierge de Chevigney                                          | Chevigney                                   |               | 47° 20′ 03″ nord, 5° 35′ 23″ est | « IA00016464 » | |      | Église de la Nativité-de-la-Vierge de Chevigney                                          |
| Église Saint-Désiré de Choye                                                             | Choye                                       |               | 47° 23′ 31″ nord, 5° 45′ 39″ est | « IA00016176 » | |      | Église Saint-Désiré de Choye                                                             |
| Église Sainte-Radegonde de Châlonvillars                                                 | Châlonvillars                               |               | 47° 38′ 19″ nord, 6° 47′ 01″ est |                | |      | Église Sainte-Radegonde de Châlonvillars                                                 |
| Église de l'Assomption de Châtenois                                                      | Châtenois                                   |               | 47° 41′ 00″ nord, 6° 18′ 51″ est |                | |      | Église de l'Assomption de Châtenois                                                      |
| Église Saint-Maurice de Cirey-lès-Bellevaux                                              | Cirey                                       |               | 47° 23′ 43″ nord, 6° 07′ 53″ est | « PA00102138 » | Inscrit MH                                                                                                | 1944 | Église Saint-Maurice de Cirey-lès-Bellevaux                                              |
| Église Saint-Martin de Citers                                                            | Citers                                      |               | 47° 44′ 35″ nord, 6° 24′ 39″ est |                | |      | Église Saint-Martin de Citers                                                            |
| Église Saint-Nicolas de Citey                                                            | Citey                                       |               | 47° 25′ 50″ nord, 5° 47′ 14″ est | « IA00016192 » | |      | Église Saint-Nicolas de Citey                                                            |
| Église de la Nativité-de-Saint-Jean-Baptiste de Cognières                                | Cognières                                   |               | 47° 29′ 25″ nord, 6° 17′ 38″ est |                | |      | Église de la Nativité-de-Saint-Jean-Baptiste de Cognières                                |
| Église Saint-Denis de Colombe-lès-Vesoul                                                 | Colombe-lès-Vesoul                          |               | 47° 36′ 47″ nord, 6° 12′ 41″ est |                | |      | Église Saint-Denis de Colombe-lès-Vesoul                                                 |
| Église des Saints-Jumeaux de Colombier                                                   | Colombier                                   |               | 47° 39′ 50″ nord, 6° 12′ 31″ est | « PA70000119 » | Inscrit MH                                                                                                | 2017 | Église des Saints-Jumeaux de Colombier                                                   |
| Église de l'Assomption de Combeaufontaine                                                | Combeaufontaine                             |               | 47° 42′ 39″ nord, 5° 53′ 25″ est |                | |      | Église de l'Assomption de Combeaufontaine                                                |
| Église Saint-Pierre de Conflandey                                                        | Conflandey                                  |               | 47° 43′ 45″ nord, 6° 02′ 47″ est |                | |      | Église Saint-Pierre de Conflandey                                                        |
| Église Saint-Maurice de Conflans-sur-Lanterne                                            | Conflans-sur-Lanterne                       |               | 47° 48′ 58″ nord, 6° 12′ 33″ est | « PA00102144 » | Inscrit MH Le chœur et le transept gothiques ; les façades et toitures de la nef et du clocher classiques | 1988 | Église Saint-Maurice de Conflans-sur-Lanterne                                            |
| Église Saint-Georges de Confracourt                                                      | Confracourt                                 |               | 47° 40′ 00″ nord, 5° 52′ 30″ est | « PA00102317 » | Classé MH                                                                                                 | 1992 | Église Saint-Georges de Confracourt                                                      |
| Église Saint-Nicolas de Contréglise                                                      | Contréglise                                 |               | 47° 49′ 29″ nord, 6° 02′ 12″ est |                | |      | Image manquante Téléverser                                                               |
| Église Saint-Laurent de Corbenay                                                         | Corbenay                                    |               | 47° 53′ 24″ nord, 6° 19′ 30″ est |                | |      | Église Saint-Laurent de Corbenay                                                         |
| Église Saint-Étienne de Cornot                                                           | Cornot                                      |               | 47° 41′ 31″ nord, 5° 50′ 00″ est |                | |      | Image manquante Téléverser                                                               |
| Église de la Nativité-de-Saint-Jean-Baptiste de Corravillers                             | Corravillers                                |               | 47° 53′ 36″ nord, 6° 37′ 17″ est |                | |      | Église de la Nativité-de-Saint-Jean-Baptiste de Corravillers                             |
| Église Saint-Maurice de Corre                                                            | Corre                                       |               | 47° 55′ 04″ nord, 5° 59′ 41″ est |                | |      | Église Saint-Maurice de Corre                                                            |
| Église Saint-Georges de Coulevon                                                         | Coulevon                                    |               | 47° 38′ 44″ nord, 6° 10′ 51″ est |                | |      | Image manquante Téléverser                                                               |
| Église Sainte-Madeleine de Courchaton                                                    | Courchaton                                  |               | 47° 31′ 05″ nord, 6° 32′ 34″ est |                | |      | Église Sainte-Madeleine de Courchaton                                                    |
| Église Saint-Martin de Courcuire                                                         | Courcuire                                   |               | 47° 20′ 30″ nord, 5° 49′ 24″ est | « IA00015999 » | |      | Église Saint-Martin de Courcuire                                                         |
| Église de l'Assomption de Courtesoult-et-Gatey                                           | Courtesoult-et-Gatey                        |               | 47° 37′ 08″ nord, 5° 37′ 12″ est |                | |      | Image manquante Téléverser                                                               |
| Église Saint-Étienne de Cresancey                                                        | Cresancey                                   |               | 47° 23′ 33″ nord, 5° 39′ 17″ est |                | |      | Église Saint-Étienne de Cresancey                                                        |
| Église Saint-Mathias de Cromary                                                          | Cromary                                     |               | 47° 21′ 43″ nord, 6° 04′ 34″ est | « PA70000108 » | Inscrit MH                                                                                                | 2013 | Église Saint-Mathias de Cromary                                                          |
| Église de la Nativité-de-Saint-Jean-Baptiste de Cubry-lès-Faverney                       | Cubry-lès-Faverney                          |               | 47° 48′ 37″ nord, 6° 07′ 53″ est |                | |      | Église de la Nativité-de-Saint-Jean-Baptiste de Cubry-lès-Faverney                       |
| Église Saint-Valère de Cugney                                                            | Cugney                                      |               | 47° 22′ 00″ nord, 5° 43′ 12″ est | « IA00016010 » | |      | Église Saint-Valère de Cugney                                                            |
| Église Saint-Pierre-et-Saint-Paul de Cult                                                | Cult                                        |               | 47° 18′ 45″ nord, 5° 44′ 13″ est | « IA00016016 » | |      | Église Saint-Pierre-et-Saint-Paul de Cult                                                |
| Église Saint-Remi de Cuve                                                                | Cuve                                        |               | 47° 54′ 04″ nord, 6° 13′ 22″ est |                | |      | Église Saint-Remi de Cuve                                                                |
| Église Saint-Bénigne de Dambenoît-lès-Colombe                                            | Dambenoît-lès-Colombe                       |               | 47° 43′ 28″ nord, 6° 23′ 01″ est |                | |      | Église Saint-Bénigne de Dambenoît-lès-Colombe                                            |
| Église Saint-Pierre-et-Saint-Paul de Dampierre-lès-Conflans                              | Dampierre-lès-Conflans                      |               | 47° 50′ 55″ nord, 6° 10′ 55″ est |                | |      | Église Saint-Pierre-et-Saint-Paul de Dampierre-lès-Conflans                              |
| Église de la Nativité-de-Notre-Dame de Dampierre-sur-Linotte                             | Dampierre-sur-Linotte                       |               | 47° 30′ 40″ nord, 6° 14′ 00″ est |                | |      | Église de la Nativité-de-Notre-Dame de Dampierre-sur-Linotte                             |
| Église Saint-Pierre de Presle                                                            | Dampierre-sur-Linotte                       |               | 47° 31′ 34″ nord, 6° 15′ 57″ est |                | |      | Image manquante Téléverser                                                               |
| Église de la Nativité-de-Notre-Dame de Dampierre-sur-Salon                               | Dampierre-sur-Salon                         |               | 47° 33′ 16″ nord, 5° 40′ 39″ est |                | |      | Église de la Nativité-de-Notre-Dame de Dampierre-sur-Salon                               |
| Église Saint-Étienne de Dampvalley-Saint-Pancras                                         | Dampvalley-Saint-Pancras                    |               | 47° 54′ 34″ nord, 6° 11′ 49″ est |                | |      | Église Saint-Étienne de Dampvalley-Saint-Pancras                                         |
| Église Saint-Laurent de Dampvalley-lès-Colombe                                           | Dampvalley-lès-Colombe                      |               | 47° 37′ 44″ nord, 6° 14′ 51″ est |                | |      | Église Saint-Laurent de Dampvalley-lès-Colombe                                           |
| Église Saint-Hubert de Delain                                                            | Delain                                      |               | 47° 34′ 32″ nord, 5° 38′ 11″ est |                | |      | Église Saint-Hubert de Delain                                                            |
| Église Saint-Remy de Demangevelle                                                        | Demangevelle                                |               | 47° 55′ 40″ nord, 6° 02′ 24″ est |                | |      | Église Saint-Remy de Demangevelle                                                        |
| Église Saint-Epvre de Denèvre                                                            | Denèvre                                     |               | 47° 34′ 04″ nord, 5° 38′ 40″ est |                | |      | Église Saint-Epvre de Denèvre                                                            |
| Église Saint-Joachim-et-Sainte-Anne dite aussi chapelle Sainte-Anne d'Esmoulins          | Esmoulins                                   |               | 47° 24′ 15″ nord, 5° 34′ 04″ est |                | |      | Église Saint-Joachim-et-Sainte-Anne dite aussi chapelle Sainte-Anne d'Esmoulins          |
| Église Saint-Vallier d'Esprels                                                           | Esprels                                     |               | 47° 32′ 14″ nord, 6° 22′ 25″ est |                | |      | Église Saint-Vallier d'Esprels                                                           |
| Église Saint-Julien d'Essertenne-et-Cecey                                                | Essertenne-et-Cecey                         |               | 47° 23′ 54″ nord, 5° 28′ 39″ est |                | |      | Image manquante Téléverser                                                               |
| Église Saint-Côme-et-Saint-Damien de Fahy-lès-Autrey                                     | Fahy-lès-Autrey                             |               | 47° 30′ 47″ nord, 5° 28′ 52″ est |                | |      | Image manquante Téléverser                                                               |
| Église Saint-Léger de Fallon                                                             | Fallon                                      |               | 47° 30′ 26″ nord, 6° 28′ 57″ est |                | |      | Église Saint-Léger de Fallon                                                             |
| Église Saint-Georges de Faucogney-et-la-Mer                                              | Faucogney-et-la-Mer                         |               | 47° 50′ 37″ nord, 6° 33′ 54″ est | « PA00102154 » | Inscrit MH                                                                                                | 1979 | Église Saint-Georges de Faucogney-et-la-Mer                                              |
| Église Saint-Martin de Faucogney-et-la-Mer                                               | Faucogney-et-la-Mer                         |               | 47° 49′ 42″ nord, 6° 33′ 35″ est | « PA00102155 » | Inscrit MH Le chœur et le chevet de l'église                                                              | 1944 | Église Saint-Martin de Faucogney-et-la-Mer                                               |
| Abbatiale Notre-Dame de Faverney                                                         | Faverney                                    |               | 47° 46′ 03″ nord, 6° 06′ 20″ est | « PA00102159 » | Classé MH                                                                                                 | 1846 | Abbatiale Notre-Dame de Faverney                                                         |
| Église de Port-d'Atelier-Amance                                                          | Faverney                                    |               | 47° 45′ 48″ nord, 6° 02′ 10″ est |                | |      | Église de Port-d'Atelier-Amance                                                          |
| Église Saint-Nicolas de Faymont                                                          | Faymont                                     |               | 47° 36′ 30″ nord, 6° 35′ 29″ est |                | |      | Église Saint-Nicolas de Faymont                                                          |
| Église Saint-Antide de Filain                                                            | Filain                                      |               | 47° 31′ 10″ nord, 6° 11′ 01″ est |                | |      | Église Saint-Antide de Filain                                                            |
| Église Saint-Barthélemy de Flagy                                                         | Flagy                                       |               | 47° 41′ 59″ nord, 6° 11′ 25″ est |                | |      | Église Saint-Barthélemy de Flagy                                                         |
| Église Saint-Maurice de Fleurey-lès-Faverney                                             | Fleurey-lès-Faverney                        |               | 47° 44′ 45″ nord, 6° 04′ 59″ est |                | |      | Église Saint-Maurice de Fleurey-lès-Faverney                                             |
| Église Saint-Brice de Fleurey-lès-Lavoncourt                                             | Fleurey-lès-Lavoncourt                      |               | 47° 39′ 26″ nord, 5° 47′ 03″ est |                | |      | Image manquante Téléverser                                                               |
| Église du prieuré Augustin de Fleurey-lès-Saint-Loup                                     | Fleurey-lès-Saint-Loup                      |               | 47° 54′ 57″ nord, 6° 17′ 34″ est |                | |      | Église du prieuré Augustin de Fleurey-lès-Saint-Loup                                     |
| Église de la Nativité-de-Notre-Dame de Fondremand                                        | Fondremand                                  |               | 47° 28′ 31″ nord, 6° 01′ 37″ est | « PA00102164 » | Inscrit MH                                                                                                | 1927 | Église de la Nativité-de-Notre-Dame de Fondremand                                        |
| Église Saint-Pancrace de Fontaine-lès-Luxeuil                                            | Fontaine-lès-Luxeuil                        |               | 47° 51′ 25″ nord, 6° 20′ 06″ est |                | |      | Église Saint-Pancrace de Fontaine-lès-Luxeuil                                            |
| Église Saint-Barthélemy de Fontenois-la-Ville                                            | Fontenois-la-Ville                          |               | 47° 55′ 58″ nord, 6° 09′ 59″ est |                | |      | Église Saint-Barthélemy de Fontenois-la-Ville                                            |
| Église Saint-Julien de Fontenois-lès-Montbozon                                           | Fontenois-lès-Montbozon                     |               | 47° 29′ 02″ nord, 6° 14′ 09″ est |                | |      | Église Saint-Julien de Fontenois-lès-Montbozon                                           |
| Église Saint-Martin de Fouchécourt                                                       | Fouchécourt                                 |               | 47° 47′ 21″ nord, 5° 59′ 40″ est |                | |      | Image manquante Téléverser                                                               |
| Église Saint-Étienne de Fougerolles                                                      | Fougerolles-Saint-Valbert                   |               | 47° 53′ 09″ nord, 6° 24′ 15″ est | « PA00102167 » | Inscrit MH                                                                                                | 1978 | Église Saint-Étienne de Fougerolles                                                      |
| Église Saint-Valbert de Saint-Valbert                                                    | Fougerolles-Saint-Valbert                   |               | 47° 51′ 11″ nord, 6° 23′ 46″ est |                | |      | Église Saint-Valbert de Saint-Valbert                                                    |
| Église de l'Assomption de Fouvent-le-Haut                                                | Fouvent-Saint-Andoche                       |               | 47° 38′ 43″ nord, 5° 40′ 14″ est | « PA00102170 » | Inscrit MH                                                                                                | 1980 | Église de l'Assomption de Fouvent-le-Haut                                                |
| Église de Saint-Andoche                                                                  | Fouvent-Saint-Andoche                       |               | 47° 38′ 17″ nord, 5° 40′ 48″ est |                | |      | Image manquante Téléverser                                                               |
| Église Saint-Martin de Fouvent-le-Bas                                                    | Fouvent-Saint-Andoche                       |               | 47° 39′ 07″ nord, 5° 40′ 19″ est |                | |      | Image manquante Téléverser                                                               |
| Église Saint-Valbert de Frahier-et-Chatebier                                             | Frahier-et-Chatebier                        |               | 47° 39′ 33″ nord, 6° 44′ 54″ est |                | |      | Église Saint-Valbert de Frahier-et-Chatebier                                             |
| Église Saint-Rémy de Franois                                                             | Framont                                     |               | 47° 34′ 42″ nord, 5° 34′ 43″ est |                | |      | Image manquante Téléverser                                                               |
| Église Saint-Pierre-aux-Liens de Mont                                                    | Framont                                     |               | 47° 34′ 36″ nord, 5° 35′ 01″ est |                | |      | Image manquante Téléverser                                                               |
| Église Saint-Nicolas de Francalmont                                                      | Francalmont                                 |               | 47° 50′ 17″ nord, 6° 16′ 06″ est |                | |      | Église Saint-Nicolas de Francalmont                                                      |
| Église Saint-Vaudre de Franchevelle                                                      | Franchevelle                                |               | 47° 44′ 25″ nord, 6° 27′ 45″ est |                | |      | Église Saint-Vaudre de Franchevelle                                                      |
| Église Saint-Christophe de Francourt                                                     | Francourt                                   |               | 47° 39′ 03″ nord, 5° 44′ 37″ est |                | |      | Église Saint-Christophe de Francourt                                                     |
| Église Saint-Antoine de Frasne-le-Château                                                | Frasne-le-Château                           |               | 47° 27′ 50″ nord, 5° 53′ 43″ est | « IA00016213 » | |      | Église Saint-Antoine de Frasne-le-Château                                                |
| Église Saint-Léger de Fresne-Saint-Mamès                                                 | Fresne-Saint-Mamès                          |               | 47° 32′ 42″ nord, 5° 51′ 44″ est | « PA70000078 » | Inscrit MH                                                                                                | 2006 | Église Saint-Léger de Fresne-Saint-Mamès                                                 |
| Église Saint-Antide de Fresse                                                            | Fresse                                      |               | 47° 45′ 26″ nord, 6° 39′ 23″ est |                | |      | Église Saint-Antide de Fresse                                                            |
| Église Saint-Julien de Fretigney-et-Velloreille                                          | Fretigney-et-Velloreille                    |               | 47° 29′ 18″ nord, 5° 56′ 46″ est | « PA00102172 » | Inscrit MH                                                                                                | 1988 | Église Saint-Julien de Fretigney-et-Velloreille                                          |
| Église de la Sainte-Trinité de Froideconche                                              | Froideconche                                |               | 47° 49′ 10″ nord, 6° 24′ 59″ est |                | |      | Église de la Sainte-Trinité de Froideconche                                              |
| Église Saint-Laurent de Frotey-lès-Lure                                                  | Frotey-lès-Lure                             |               | 47° 39′ 14″ nord, 6° 33′ 20″ est |                | |      | Église Saint-Laurent de Frotey-lès-Lure                                                  |
| Église de l'Assomption de Frotey-lès-Vesoul                                              | Frotey-lès-Vesoul                           |               | 47° 37′ 15″ nord, 6° 11′ 02″ est |                | |      | Église de l'Assomption de Frotey-lès-Vesoul                                              |
| Église Saint-Jean-Baptiste de Fédry                                                      | Fédry                                       |               | 47° 37′ 01″ nord, 5° 52′ 49″ est |                | |      | Église Saint-Jean-Baptiste de Fédry                                                      |
| Église Saint-Léonard de Genevreuille                                                     | Genevreuille                                |               | 47° 40′ 15″ nord, 6° 22′ 37″ est |                | |      | Église Saint-Léonard de Genevreuille                                                     |
| Église Saint-Valbert de Genevrey                                                         | Genevrey                                    |               | 47° 43′ 29″ nord, 6° 19′ 28″ est |                | |      | Église Saint-Valbert de Genevrey                                                         |
| Église de la Nativité-de-Notre-Dame de Germigney                                         | Germigney                                   |               | 47° 22′ 37″ nord, 5° 32′ 55″ est |                | |      | Église de la Nativité-de-Notre-Dame de Germigney                                         |
| Église Saint-Ferréol-et-Saint-Ferjeux de Gevigney-et-Mercey                              | Gevigney-et-Mercey                          |               | 47° 47′ 56″ nord, 5° 55′ 56″ est |                | |      | Église Saint-Ferréol-et-Saint-Ferjeux de Gevigney-et-Mercey                              |
| Église Saint-Étienne de Gouhenans                                                        | Gouhenans                                   |               | 47° 36′ 25″ nord, 6° 28′ 02″ est |                | |      | Église Saint-Étienne de Gouhenans                                                        |
| Église de la Nativité-de-Notre-Dame de Gourgeon                                          | Gourgeon                                    |               | 47° 43′ 08″ nord, 5° 50′ 44″ est |                | |      | Église de la Nativité-de-Notre-Dame de Gourgeon                                          |
| Église Saint-Martin de Grammont                                                          | Grammont                                    |               | 47° 30′ 46″ nord, 6° 31′ 03″ est |                | |      | Église Saint-Martin de Grammont                                                          |
| Église Sainte-Marie-Madeleine de Grandecourt                                             | Grandecourt                                 |               | 47° 38′ 01″ nord, 5° 51′ 32″ est | « PA00102174 » | Classé MH                                                                                                 | 1995 | Église Sainte-Marie-Madeleine de Grandecourt                                             |
| Église Saint-Martin de Grandvelle-et-le-Perrenot                                         | Grandvelle-et-le-Perrenot                   |               | 47° 30′ 29″ nord, 5° 59′ 42″ est |                | |      | Église Saint-Martin de Grandvelle-et-le-Perrenot                                         |
| Église Saint-Pierre de Granges-la-Ville                                                  | Granges-la-Ville                            |               | 47° 33′ 57″ nord, 6° 34′ 20″ est |                | |      | Église Saint-Pierre de Granges-la-Ville                                                  |
| Église de la Nativité-de-Notre-Dame de Grattery                                          | Grattery                                    |               | 47° 40′ 10″ nord, 6° 04′ 44″ est |                | |      | Église de la Nativité-de-Notre-Dame de Grattery                                          |
| Basilique Notre-Dame de Gray                                                             | Gray                                        |               | 47° 26′ 47″ nord, 5° 35′ 29″ est | « PA00102180 » | Classé MH                                                                                                 | 1988 | Basilique Notre-Dame de Gray                                                             |
| Église Saint-Maurice de Gray-la-Ville                                                    | Gray-la-Ville                               |               | 47° 26′ 24″ nord, 5° 34′ 25″ est |                | |      | Église Saint-Maurice de Gray-la-Ville                                                    |
| Église Saint-Symphorien de Gy                                                            | Gy                                          |               | 47° 24′ 13″ nord, 5° 48′ 51″ est | « PA00102191 » | Inscrit MH                                                                                                | 1950 | Église Saint-Symphorien de Gy                                                            |
| Église Saints-Pierre-et-Paul de Gézier-et-Fontenelay                                     | Gézier-et-Fontenelay                        |               | 47° 21′ 23″ nord, 5° 53′ 52″ est |                | |      | Église Saints-Pierre-et-Paul de Gézier-et-Fontenelay                                     |
| Église de l'Assomption-de-la-Vierge du Haut-du-Them                                      | Haut-du-Them-Château-Lambert                |               | 47° 50′ 35″ nord, 6° 43′ 17″ est |                | |      | Église de l'Assomption-de-la-Vierge du Haut-du-Them                                      |
| Église Notre-Dame-de-l'Assomption, anciennement chapelle Sainte-Barbe de Château-Lambert | Haut-du-Them-Château-Lambert                |               | 47° 51′ 22″ nord, 6° 45′ 20″ est |                | |      | Église Notre-Dame-de-l'Assomption, anciennement chapelle Sainte-Barbe de Château-Lambert |
| Église Saint-Didier d'Hautevelle                                                         | Hautevelle                                  |               | 47° 50′ 31″ nord, 6° 16′ 57″ est |                | |      | Église Saint-Didier d'Hautevelle                                                         |
| Église Saint-Médard d'Hugier                                                             | Hugier                                      |               | 47° 18′ 52″ nord, 5° 42′ 29″ est | « IA00016033 » | |      | Église Saint-Médard d'Hugier                                                             |
| Église Sainte-Marie-Madeleine d'Hurecourt                                                | Hurecourt                                   |               | 47° 54′ 11″ nord, 6° 04′ 01″ est |                | |      | Église Sainte-Marie-Madeleine d'Hurecourt                                                |
| Église Saint-Christophe d'Héricourt                                                      | Héricourt                                   |               | 47° 34′ 35″ nord, 6° 45′ 30″ est |                | |      | Église Saint-Christophe d'Héricourt                                                      |
| Église Saint-Germain de Tavey                                                            | Héricourt                                   |               | 47° 33′ 52″ nord, 6° 44′ 27″ est |                | |      | Église Saint-Germain de Tavey                                                            |
| Église Saints-Pierre-et-Paul d'Igny                                                      | Igny                                        |               | 47° 28′ 40″ nord, 5° 45′ 47″ est | « PA00102195 » | Inscrit MH                                                                                                | 1987 | Église Saints-Pierre-et-Paul d'Igny                                                      |
| Église Saint-Martin de Jasney                                                            | Jasney                                      |               | 47° 52′ 07″ nord, 6° 11′ 00″ est |                | |      | Église Saint-Martin de Jasney                                                            |
| Église de l'Assomption de Jonvelle                                                       | Jonvelle                                    |               | 47° 56′ 14″ nord, 5° 55′ 16″ est |                | |      | Église de l'Assomption de Jonvelle                                                       |
| Église Saint-Pierre de Jussey                                                            | Jussey                                      |               | 47° 49′ 30″ nord, 5° 54′ 10″ est | « PA00102197 » | Inscrit MH                                                                                                | 1976 | Église Saint-Pierre de Jussey                                                            |
| Église Sainte-Marie-Madeleine de Noroy-les-Jussey                                        | Jussey                                      |               | 47° 48′ 46″ nord, 5° 50′ 23″ est |                | |      | Image manquante Téléverser                                                               |
| Église de la Décollation-de-Saint-Jean-Baptiste de La Chapelle-Saint-Quillain            | La Chapelle-Saint-Quillain                  |               | 47° 28′ 33″ nord, 5° 48′ 53″ est |                | |      | Église de la Décollation-de-Saint-Jean-Baptiste de La Chapelle-Saint-Quillain            |
| Église Sainte-Croix de La Chapelle-lès-Luxeuil                                           | La Chapelle-lès-Luxeuil                     |               | 47° 46′ 11″ nord, 6° 21′ 58″ est |                | |      | Église Sainte-Croix de La Chapelle-lès-Luxeuil                                           |
| Église Saint-Hippolyte de La Côte                                                        | La Côte                                     |               | 47° 41′ 23″ nord, 6° 34′ 14″ est |                | |      | Église Saint-Hippolyte de La Côte                                                        |
| Église Saint-Remi de La Demie                                                            | La Demie                                    |               | 47° 35′ 09″ nord, 6° 10′ 28″ est |                | |      | Église Saint-Remi de La Demie                                                            |
| Église Saint-Gilbert de La Quarte                                                        | La Quarte                                   |               | 47° 46′ 23″ nord, 5° 41′ 49″ est |                | |      | Image manquante Téléverser                                                               |
| Église Saint-Didier de Suaucourt                                                         | La Roche-Morey                              |               | 47° 40′ 56″ nord, 5° 43′ 32″ est |                | |      | Image manquante Téléverser                                                               |
| Église Saint-Gengoult de Bétoncourt-les-Ménétrier                                        | La Roche-Morey                              |               | 47° 41′ 20″ nord, 5° 47′ 25″ est |                | |      | Image manquante Téléverser                                                               |
| Église Saint-Julien de Saint-Julien (Haute-Saône)                                        | La Roche-Morey                              |               | 47° 42′ 19″ nord, 5° 43′ 57″ est |                | |      | Image manquante Téléverser                                                               |
| Église Saint-Seine de Morey                                                              | La Roche-Morey                              |               | 47° 42′ 37″ nord, 5° 44′ 29″ est |                | |      | Image manquante Téléverser                                                               |
| Église de la Nativité-de-Notre-Dame de Vezet                                             | La Romaine                                  |               | 47° 32′ 14″ nord, 5° 53′ 06″ est | « PA70000093 » | Inscrit MH                                                                                                | 2009 | Église de la Nativité-de-Notre-Dame de Vezet                                             |
| Église du Pont-de-Planches                                                               | La Romaine                                  |               | 47° 32′ 09″ nord, 5° 55′ 19″ est |                | |      | Église du Pont-de-Planches                                                               |
| Église Saint-Martin de La Résie-Saint-Martin                                             | La Résie-Saint-Martin                       |               | 47° 18′ 43″ nord, 5° 36′ 26″ est | « IA00016613 » | |      | Église Saint-Martin de La Résie-Saint-Martin                                             |
| Église de la Décollation-de-Saint-Jean-Baptiste de La Villedieu-en-Fontenette            | La Villedieu-en-Fontenette                  |               | 47° 46′ 18″ nord, 6° 11′ 51″ est |                | |      | Église de la Décollation-de-Saint-Jean-Baptiste de La Villedieu-en-Fontenette            |
| Église Sainte-Catherine de La Villeneuve-Bellenoye-et-la-Maize                           | La Villeneuve-Bellenoye-et-la-Maize         |               | 47° 42′ 26″ nord, 6° 14′ 53″ est |                | |      | Église Sainte-Catherine de La Villeneuve-Bellenoye-et-la-Maize                           |
| Église Saint-Quentin de Lambrey                                                          | Lambrey                                     |               | 47° 45′ 50″ nord, 5° 55′ 41″ est |                | |      | Image manquante Téléverser                                                               |
| Église Notre-Dame-de-l'Assomption de Larians-et-Munans                                   | Larians-et-Munans                           |               | 47° 24′ 55″ nord, 6° 14′ 12″ est |                | |      | Église Notre-Dame-de-l'Assomption de Larians-et-Munans                                   |
| Église de l'Assomption de Larret                                                         | Larret                                      |               | 47° 37′ 36″ nord, 5° 37′ 46″ est |                | |      | Église de l'Assomption de Larret                                                         |
| Église Saint-Pierre de Lavigney                                                          | Lavigney                                    |               | 47° 42′ 46″ nord, 5° 48′ 34″ est |                | |      | Image manquante Téléverser                                                               |
| Église Saint-Valentin de Lavoncourt                                                      | Lavoncourt                                  |               | 47° 37′ 36″ nord, 5° 47′ 08″ est | « PA70000116 » | Inscrit MH                                                                                                | 2016 | Église Saint-Valentin de Lavoncourt                                                      |
| Église Saint-Éloi du Val-Saint-Éloi                                                      | Le Val-Saint-Éloi                           |               | 47° 44′ 12″ nord, 6° 11′ 01″ est | « PA70000112 » | Inscrit MH Le clocher et la façade ouest                                                                  | 2014 | Église Saint-Éloi du Val-Saint-Éloi                                                      |
| Église Saint-Léger des Aynans                                                            | Les Aynans                                  |               | 47° 37′ 16″ nord, 6° 27′ 11″ est |                | |      | Église Saint-Léger des Aynans                                                            |
| Église de la Nativité du Grand Magny                                                     | Les Magny                                   |               | 47° 31′ 35″ nord, 6° 27′ 09″ est |                | |      | Église de la Nativité du Grand Magny                                                     |
| Église Saint-Étienne de Lieucourt                                                        | Lieucourt                                   |               | 47° 21′ 03″ nord, 5° 37′ 22″ est | « IA00016477 » | |      | Église Saint-Étienne de Lieucourt                                                        |
| Église Saint-Germain de Liévans                                                          | Liévans                                     |               | 47° 38′ 13″ nord, 6° 20′ 49″ est |                | |      | Église Saint-Germain de Liévans                                                          |
| Église Saint-Martin de Lomont                                                            | Lomont                                      |               | 47° 37′ 19″ nord, 6° 36′ 47″ est |                | |      | Église Saint-Martin de Lomont                                                            |
| Église de l'Assomption de Longevelle                                                     | Longevelle                                  |               | 47° 35′ 21″ nord, 6° 26′ 48″ est |                | |      | Église de l'Assomption de Longevelle                                                     |
| Ancienne église de l'Assomption de Longevelle                                            | Longevelle                                  |               | 47° 35′ 19″ nord, 6° 26′ 49″ est |                | |      | Ancienne église de l'Assomption de Longevelle                                            |
| Église Saint-Martin de Lure                                                              | Lure                                        |               | 47° 41′ 09″ nord, 6° 29′ 45″ est |                | |      | Église Saint-Martin de Lure                                                              |
| Basilique Saint-Pierre de Luxeuil-les-Bains                                              | Luxeuil-les-Bains                           |               | 47° 49′ 01″ nord, 6° 22′ 55″ est | « PA00102201 » | Classé MH                                                                                                 | 1846 | Basilique Saint-Pierre de Luxeuil-les-Bains                                              |
| Église Saint-Martin de Luxeuil-les-Bains                                                 | Luxeuil-les-Bains                           |               | 47° 49′ 03″ nord, 6° 22′ 50″ est | « PA70000099 » | Classé MH                                                                                                 | 2010 | Église Saint-Martin de Luxeuil-les-Bains                                                 |
| Église Saint-Martin de Lyoffans                                                          | Lyoffans                                    |               | 47° 38′ 49″ nord, 6° 34′ 58″ est |                | |      | Église Saint-Martin de Lyoffans                                                          |
| Église Saint-Martin de Lœuilley                                                          | Lœuilley                                    |               | 47° 27′ 37″ nord, 5° 23′ 24″ est |                | |      | Église Saint-Martin de Lœuilley                                                          |
| Église de l'Assomption de Magnivray                                                      | Magnivray                                   |               | 47° 46′ 48″ nord, 6° 28′ 18″ est |                | |      | Église de l'Assomption de Magnivray                                                      |
| Église Saint-Desle de Magny-Vernois                                                      | Magny-Vernois                               |               | 47° 40′ 14″ nord, 6° 28′ 32″ est |                | |      | Église Saint-Desle de Magny-Vernois                                                      |
| Église Saint-Seine de Magny-lès-Jussey                                                   | Magny-lès-Jussey                            |               | 47° 51′ 24″ nord, 5° 58′ 41″ est |                | |      | Église Saint-Seine de Magny-lès-Jussey                                                   |
| Église Saint-Léger de Mailleroncourt-Charette                                            | Mailleroncourt-Charette                     |               | 47° 43′ 33″ nord, 6° 15′ 28″ est |                | |      | Église Saint-Léger de Mailleroncourt-Charette                                            |
| Église Saint-Pierre-Saint-Paul de Mailleroncourt-Saint-Pancras                           | Mailleroncourt-Saint-Pancras                |               | 47° 54′ 57″ nord, 6° 07′ 59″ est | « PA00102215 » | Inscrit MH                                                                                                | 1987 | Église Saint-Pierre-Saint-Paul de Mailleroncourt-Saint-Pancras                           |
| Église Saint-Roch de Mailley-et-Chazelot                                                 | Mailley-et-Chazelot                         |               | 47° 32′ 08″ nord, 6° 03′ 02″ est |                | |      | Église Saint-Roch de Mailley-et-Chazelot                                                 |
| Église Saint-Georges de Maizières                                                        | Maizières                                   |               | 47° 29′ 40″ nord, 6° 00′ 38″ est | « PA00102217 » | Inscrit MH                                                                                                | 1971 | Église Saint-Georges de Maizières                                                        |
| Église Saint-Laurent de Malans                                                           | Malans                                      |               | 47° 15′ 49″ nord, 5° 35′ 41″ est | « IA00016491 » | |      | Église Saint-Laurent de Malans                                                           |
| Église Saint-Barthélemy de Malbouhans                                                    | Malbouhans                                  |               | 47° 42′ 45″ nord, 6° 34′ 46″ est |                | |      | Église Saint-Barthélemy de Malbouhans                                                    |
| Église de la Nativité-de-Notre-Dame de Malvillers                                        | Malvillers                                  |               | 47° 43′ 53″ nord, 5° 47′ 15″ est |                | |      | Image manquante Téléverser                                                               |
| Église de l'Assomption-de-la-Vierge-Marie de Mandrevillars                               | Mandrevillars                               |               | 47° 36′ 41″ nord, 6° 46′ 34″ est |                | |      | Église de l'Assomption-de-la-Vierge-Marie de Mandrevillars                               |
| Église Saint-Martin de Mantoche                                                          | Mantoche                                    |               | 47° 25′ 11″ nord, 5° 31′ 52″ est |                | |      | Église Saint-Martin de Mantoche                                                          |
| Prieuré de Marast                                                                        | Marast                                      |               | 47° 33′ 23″ nord, 6° 23′ 01″ est | « PA00102322 » | Classé MH                                                                                                 | 2010 | Prieuré de Marast                                                                        |
| Église Sainte-Marie-Madeleine de Marast                                                  | Marast                                      |               | 47° 33′ 24″ nord, 6° 23′ 02″ est | « PA00102322 » | Classé MH                                                                                                 | 2010 | Église Sainte-Marie-Madeleine de Marast                                                  |
| Église Saint-Symphorien de Marnay                                                        | Marnay                                      |               | 47° 17′ 20″ nord, 5° 46′ 18″ est | « PA00102220 » | Inscrit MH                                                                                                | 1926 | Église Saint-Symphorien de Marnay                                                        |
| Église Saint-Pierre de Melin                                                             | Melin                                       |               | 47° 44′ 25″ nord, 5° 49′ 35″ est |                | |      | Image manquante Téléverser                                                               |
| Église Saint-Germain de Melincourt                                                       | Melincourt                                  |               | 47° 53′ 08″ nord, 6° 07′ 40″ est |                | |      | Église Saint-Germain de Melincourt                                                       |
| Église Notre-Dame de Membrey                                                             | Membrey                                     |               | 47° 35′ 38″ nord, 5° 44′ 27″ est |                | |      | Église Notre-Dame de Membrey                                                             |
| Église Saint-Julien de Menoux                                                            | Menoux                                      |               | 47° 48′ 28″ nord, 6° 06′ 08″ est |                | |      | Église Saint-Julien de Menoux                                                            |
| Église Saint-Jérôme de Mercey-sur-Saône                                                  | Mercey-sur-Saône                            |               | 47° 32′ 12″ nord, 5° 43′ 54″ est |                | |      | Église Saint-Jérôme de Mercey-sur-Saône                                                  |
| Église Saint-Nicolas de Mersuay                                                          | Mersuay                                     |               | 47° 46′ 54″ nord, 6° 08′ 20″ est |                | |      | Église Saint-Nicolas de Mersuay                                                          |
| Église Saint-Vincent de Meurcourt                                                        | Meurcourt                                   |               | 47° 46′ 16″ nord, 6° 13′ 55″ est |                | |      | Église Saint-Vincent de Meurcourt                                                        |
| Église Saint-Christophe de Moffans-et-Vacheresse                                         | Moffans-et-Vacheresse                       |               | 47° 37′ 45″ nord, 6° 33′ 04″ est |                | |      | Église Saint-Christophe de Moffans-et-Vacheresse                                         |
| Église Saint-Barthélemy de Moimay                                                        | Moimay                                      |               | 47° 33′ 07″ nord, 6° 24′ 25″ est |                | |      | Église Saint-Barthélemy de Moimay                                                        |
| Église Saint-Pierre-et-Saint-Paul de Laitre                                              | Molay                                       |               | 47° 44′ 17″ nord, 5° 44′ 52″ est |                | |      | Église Saint-Pierre-et-Saint-Paul de Laitre                                              |
| Église Saint-Germain de Mollans                                                          | Mollans                                     |               | 47° 38′ 56″ nord, 6° 22′ 12″ est |                | |      | Église Saint-Germain de Mollans                                                          |
| Église Saint-Léger de Mont-Saint-Léger                                                   | Mont-Saint-Léger                            |               | 47° 37′ 50″ nord, 5° 47′ 21″ est |                | |      | Image manquante Téléverser                                                               |
| Église Saint-Martin de Montagney                                                         | Montagney                                   |               | 47° 17′ 11″ nord, 5° 39′ 41″ est | « IA00016518 » | |      | Église Saint-Martin de Montagney                                                         |
| Église Saint-Maurice de Montarlot-lès-Rioz                                               | Montarlot-lès-Rioz                          |               | 47° 25′ 09″ nord, 5° 59′ 42″ est |                | |      | Église Saint-Maurice de Montarlot-lès-Rioz                                               |
| Église Saint-Nicolas de Montboillon                                                      | Montboillon                                 |               | 47° 22′ 19″ nord, 5° 55′ 26″ est | « IA00016287 » | |      | Église Saint-Nicolas de Montboillon                                                      |
| Église de la Nativité-de-Notre-Dame de Montbozon                                         | Montbozon                                   |               | 47° 27′ 59″ nord, 6° 15′ 39″ est | « PA70000064 » | Inscrit MH                                                                                                | 2003 | Église de la Nativité-de-Notre-Dame de Montbozon                                         |
| Église Saint-Juste de Montcey                                                            | Montcey                                     |               | 47° 39′ 20″ nord, 6° 14′ 14″ est |                | |      | Église Saint-Juste de Montcey                                                            |
| Église de la Nativité-de-Notre-Dame de Montcourt                                         | Montcourt                                   |               | 47° 55′ 48″ nord, 5° 57′ 26″ est |                | |      | Église de la Nativité-de-Notre-Dame de Montcourt                                         |
| Église Saint-Martin de Montdoré                                                          | Montdoré                                    |               | 47° 55′ 14″ nord, 6° 04′ 49″ est | « PA00102228 » | Inscrit MH                                                                                                | 1971 | Église Saint-Martin de Montdoré                                                          |
| Église de l'Assomption-de-Notre-Dame de Montigny-lès-Cherlieu                            | Montigny-lès-Cherlieu                       |               | 47° 47′ 54″ nord, 5° 48′ 38″ est |                | |      | Église de l'Assomption-de-Notre-Dame de Montigny-lès-Cherlieu                            |
| Abbatiale de Cherlieu                                                                    | Montigny-lès-Cherlieu                       |               | 47° 47′ 54″ nord, 5° 48′ 38″ est | « PA00102229 » | Classé MH                                                                                                 | 1984 | Abbatiale de Cherlieu                                                                    |
| Église Saint-Laurent de Montigny-lès-Vesoul                                              | Montigny-lès-Vesoul                         |               | 47° 38′ 18″ nord, 6° 04′ 22″ est |                | |      | Image manquante Téléverser                                                               |
| Église Saint-Just de Montjustin-et-Velotte                                               | Montjustin-et-Velotte                       |               | 47° 36′ 48″ nord, 6° 22′ 34″ est |                | |      | Église Saint-Just de Montjustin-et-Velotte                                               |
| Église Notre-Dame-de-l'Assomption de Montot                                              | Montot                                      |               | 47° 33′ 53″ nord, 5° 37′ 23″ est |                | |      | Église Notre-Dame-de-l'Assomption de Montot                                              |
| Église Saint-Martin de Montureux-et-Prantigny                                            | Montureux-et-Prantigny                      |               | 47° 30′ 08″ nord, 5° 38′ 16″ est |                | |      | Image manquante Téléverser                                                               |
| Église Saint-Pierre de Montureux-lès-Baulay                                              | Montureux-lès-Baulay                        |               | 47° 48′ 48″ nord, 5° 59′ 02″ est |                | |      | Église Saint-Pierre de Montureux-lès-Baulay                                              |
| Église Saint-Pierre de Motey-Besuche                                                     | Motey-Besuche                               |               | 47° 17′ 51″ nord, 5° 40′ 02″ est | « IA00016536 » | |      | Église Saint-Pierre de Motey-Besuche                                                     |
| Église Saint-Étienne de Mélecey                                                          | Mélecey                                     |               | 47° 31′ 08″ nord, 6° 29′ 22″ est |                | |      | Église Saint-Étienne de Mélecey                                                          |
| Église Saints-Pierre-et-Paul de Mélisey                                                  | Mélisey                                     |               | 47° 45′ 10″ nord, 6° 35′ 01″ est | « PA00102222 » | Classé MH Les parties romanes suivantes : travée de chœur, clocher, chevet                                | 1986 | Église Saints-Pierre-et-Paul de Mélisey                                                  |
| Église de la Nativité-de-Notre-Dame de Nantilly                                          | Nantilly                                    |               | 47° 27′ 30″ nord, 5° 31′ 42″ est |                | |      | Église de la Nativité-de-Notre-Dame de Nantilly                                          |
| Église Saint-Martin de Navenne                                                           | Navenne                                     |               | 47° 36′ 26″ nord, 6° 09′ 52″ est |                | |      | Église Saint-Martin de Navenne                                                           |
| Église Saint-Léger de Neurey-en-Vaux                                                     | Neurey-en-Vaux                              |               | 47° 44′ 45″ nord, 6° 12′ 16″ est | « PA70000080 » | Inscrit MH                                                                                                | 2006 | Église Saint-Léger de Neurey-en-Vaux                                                     |
| Église Saint-Remi de Neurey-lès-la-Demie                                                 | Neurey-lès-la-Demie                         |               | 47° 34′ 33″ nord, 6° 11′ 38″ est |                | |      | Église Saint-Remi de Neurey-lès-la-Demie                                                 |
| Église de l'Assomption de Neuvelle-lès-la-Charité                                        | Neuvelle-lès-la-Charité                     |               | 47° 32′ 16″ nord, 5° 57′ 09″ est |                | |      | Image manquante Téléverser                                                               |
| Église Saint-Léger de Noidans-le-Ferroux                                                 | Noidans-le-Ferroux                          |               | 47° 34′ 15″ nord, 5° 57′ 21″ est |                | |      | Église Saint-Léger de Noidans-le-Ferroux                                                 |
| Église de l'Assomption de Noidans-lès-Vesoul                                             | Noidans-lès-Vesoul                          |               | 47° 36′ 49″ nord, 6° 07′ 29″ est | « PA70000106 » | Inscrit MH                                                                                                | 2011 | Église de l'Assomption de Noidans-lès-Vesoul                                             |
| Église Saint-Pierre de Noiron                                                            | Noiron                                      |               | 47° 23′ 01″ nord, 5° 37′ 43″ est |                | |      | Église Saint-Pierre de Noiron                                                            |
| Église Saint-Aignan de Noroy-le-Bourg                                                    | Noroy-le-Bourg                              |               | 47° 36′ 55″ nord, 6° 18′ 16″ est |                | |      | Église Saint-Aignan de Noroy-le-Bourg                                                    |
| Église Saint-Martin d'Oigney                                                             | Oigney                                      |               | 47° 45′ 44″ nord, 5° 51′ 18″ est |                | |      | Église Saint-Martin d'Oigney                                                             |
| Église de la Décollation-de-Saint-Jean-Baptiste d'Oiselay-et-Grachaux                    | Oiselay-et-Grachaux                         |               | 47° 25′ 14″ nord, 5° 56′ 04″ est | « PA70000079 » | Classé MH                                                                                                 | 2007 | Église de la Décollation-de-Saint-Jean-Baptiste d'Oiselay-et-Grachaux                    |
| Église de la Nativité-de-Notre-Dame d'Ormoy                                              | Ormoy                                       |               | 47° 53′ 26″ nord, 5° 58′ 50″ est |                | |      | Église de la Nativité-de-Notre-Dame d'Ormoy                                              |
| Église Saint-Remy d'Ouge                                                                 | Ouge                                        |               | 47° 47′ 48″ nord, 5° 42′ 16″ est | « PA00102239 » | Inscrit MH                                                                                                | 1988 | Église Saint-Remy d'Ouge                                                                 |
| Église Saint-Éloi d'Ovanches                                                             | Ovanches                                    |               | 47° 37′ 47″ nord, 5° 57′ 18″ est |                | |      | Image manquante Téléverser                                                               |
| Église de la Nativité-de-Saint-Jean-Baptiste d'Oyrières                                  | Oyrières                                    |               | 47° 32′ 01″ nord, 5° 33′ 47″ est |                | |      | Église de la Nativité-de-Saint-Jean-Baptiste d'Oyrières                                  |
| Église Notre-Dame de Passavant-la-Rochère                                                | Passavant-la-Rochère                        |               | 47° 58′ 08″ nord, 6° 02′ 11″ est |                | |      | Église Notre-Dame de Passavant-la-Rochère                                                |
| Église Saint-Pierre de Pennesières                                                       | Pennesières                                 |               | 47° 29′ 06″ nord, 6° 05′ 55″ est |                | |      | Église Saint-Pierre de Pennesières                                                       |
| Église Saint-Pierre-aux-Liens de Percey-le-Grand                                         | Percey-le-Grand                             |               | 47° 36′ 34″ nord, 5° 23′ 22″ est | « PA70000109 » | Inscrit MH                                                                                                | 2013 | Église Saint-Pierre-aux-Liens de Percey-le-Grand                                         |
| Église Saint-Hilaire de Pesmes                                                           | Pesmes                                      |               | 47° 16′ 48″ nord, 5° 33′ 43″ est | « PA00102248 » | Classé MH                                                                                                 | 1903 | Église Saint-Hilaire de Pesmes                                                           |
| Église Saint-Paul de Pesmes                                                              | Pesmes                                      |               | 47° 16′ 21″ nord, 5° 33′ 45″ est | « IA00016546 » | |      | Image manquante Téléverser                                                               |
| Église Saint-Martin de Pierrecourt                                                       | Pierrecourt                                 |               | 47° 38′ 42″ nord, 5° 35′ 25″ est |                | |      | Image manquante Téléverser                                                               |
| Église Saint-Martin de Pin                                                               | Pin                                         |               | 47° 19′ 19″ nord, 5° 51′ 53″ est | « IA00016079 » | |      | Église Saint-Martin de Pin                                                               |
| Église Saint-Pancras de Plancher-Bas                                                     | Plancher-Bas                                |               | 47° 43′ 15″ nord, 6° 43′ 57″ est |                | |      | Église Saint-Pancras de Plancher-Bas                                                     |
| Église Saint-Nicolas de Plancher-les-Mines                                               | Plancher-les-Mines                          |               | 47° 45′ 43″ nord, 6° 44′ 34″ est |                | |      | Église Saint-Nicolas de Plancher-les-Mines                                               |
| Église Saint-Martin de Polaincourt-et-Clairefontaine                                     | Polaincourt-et-Clairefontaine               |               | 47° 52′ 55″ nord, 6° 04′ 18″ est |                | |      | Église Saint-Martin de Polaincourt-et-Clairefontaine                                     |
| Église Sainte-Marie-Madeleine de Pomoy                                                   | Pomoy                                       |               | 47° 39′ 43″ nord, 6° 21′ 15″ est |                | |      | Église Sainte-Marie-Madeleine de Pomoy                                                   |
| Église de la Nativité-de-Saint-Jean-Baptiste de Pont-du-Bois                             | Pont-du-Bois                                |               | 47° 58′ 05″ nord, 6° 07′ 30″ est |                | |      | Église de la Nativité-de-Saint-Jean-Baptiste de Pont-du-Bois                             |
| Église Saint-Pierre-aux-Liens de Pont-sur-l'Ognon                                        | Pont-sur-l'Ognon                            |               | 47° 31′ 14″ nord, 6° 23′ 23″ est |                | |      | Église Saint-Pierre-aux-Liens de Pont-sur-l'Ognon                                        |
| Église Saint-Antide de Pontcey                                                           | Pontcey                                     |               | 47° 37′ 48″ nord, 6° 01′ 52″ est |                | |      | Église Saint-Antide de Pontcey                                                           |
| Église Saint-Étienne de Port-sur-Saône                                                   | Port-sur-Saône                              |               | 47° 41′ 20″ nord, 6° 02′ 37″ est | « PA00102254 » | Inscrit MH                                                                                                | 1946 | Église Saint-Étienne de Port-sur-Saône                                                   |
| Église de l'Exaltation-de-la-Sainte-Croix de Poyans                                      | Poyans                                      |               | 47° 26′ 48″ nord, 5° 28′ 11″ est | « PA00102256 » | Classé MH Les parois des voûtes du chœur                                                                  | 1960 | Église de l'Exaltation-de-la-Sainte-Croix de Poyans                                      |
| Église Saint-Fortunat de Preigney                                                        | Preigney                                    |               | 47° 45′ 45″ nord, 5° 46′ 33″ est |                | |      | Église Saint-Fortunat de Preigney                                                        |
| Église Saint-Valbert de Provenchère                                                      | Provenchère                                 |               | 47° 43′ 20″ nord, 6° 07′ 30″ est |                | |      | Église Saint-Valbert de Provenchère                                                      |
| Église Saint-Martin de Purgerot                                                          | Purgerot                                    |               | 47° 44′ 56″ nord, 5° 59′ 54″ est | « PA70000030 » | Inscrit MH                                                                                                | 1998 | Église Saint-Martin de Purgerot                                                          |
| Église Saint-Maurice de Pusey                                                            | Pusey                                       |               | 47° 39′ 11″ nord, 6° 07′ 22″ est |                | |      | Église Saint-Maurice de Pusey                                                            |
| Église Saint-Martin de Pusy-et-Épenoux                                                   | Pusy-et-Épenoux                             |               | 47° 40′ 10″ nord, 6° 09′ 06″ est |                | |      | Église Saint-Martin de Pusy-et-Épenoux                                                   |
| Église Saint-Julien de Quenoche                                                          | Quenoche                                    |               | 47° 28′ 07″ nord, 6° 06′ 18″ est |                | |      | Église Saint-Julien de Quenoche                                                          |
| Église Saint-Martin de Quers                                                             | Quers                                       |               | 47° 44′ 07″ nord, 6° 25′ 31″ est |                | |      | Église Saint-Martin de Quers                                                             |
| Église Saint-Pierre-et-Saint-Paul de Quincey                                             | Quincey                                     |               | 47° 36′ 44″ nord, 6° 11′ 09″ est |                | |      | Église Saint-Pierre-et-Saint-Paul de Quincey                                             |
| Église de la Visitation de Raddon-et-Chapendu                                            | Raddon-et-Chapendu                          |               | 47° 50′ 31″ nord, 6° 28′ 09″ est |                | |      | Église de la Visitation de Raddon-et-Chapendu                                            |
| Église Saint-Valbert de Raincourt                                                        | Raincourt                                   |               | 47° 51′ 40″ nord, 5° 53′ 07″ est |                | |      | Image manquante Téléverser                                                               |
| Église Saint-Pancrace de Ray-sur-Saône                                                   | Ray-sur-Saône                               |               | 47° 35′ 13″ nord, 5° 49′ 43″ est | « PA70000111 » | Inscrit MH                                                                                                | 2014 | Église Saint-Pancrace de Ray-sur-Saône                                                   |
| Église Saint-Christophe de Raze                                                          | Raze                                        |               | 47° 35′ 02″ nord, 6° 00′ 37″ est |                | |      | Église Saint-Christophe de Raze                                                          |
| Église Saint-Laurent de Recologne-lès-Rioz                                               | Recologne-lès-Rioz                          |               | 47° 28′ 22″ nord, 5° 59′ 17″ est |                | |      | Église Saint-Laurent de Recologne-lès-Rioz                                               |
| Église Saint-Valentin de Renaucourt                                                      | Renaucourt                                  |               | 47° 38′ 16″ nord, 5° 46′ 22″ est |                | |      | Image manquante Téléverser                                                               |
| Église Saint-Étienne de Rigny                                                            | Rigny                                       |               | 47° 28′ 23″ nord, 5° 38′ 05″ est |                | |      | Image manquante Téléverser                                                               |
| Église Saint-Christophe de Rioz                                                          | Rioz                                        |               | 47° 25′ 26″ nord, 6° 04′ 09″ est |                | |      | Église Saint-Christophe de Rioz                                                          |
| Église Saint-Didier de Roche                                                             | Roche-et-Raucourt                           |               | 47° 37′ 10″ nord, 5° 42′ 27″ est | « PA00102260 » | Inscrit MH                                                                                                | 1980 | Église Saint-Didier de Roche                                                             |
| Église Saint-Martin de Roche-sur-Linotte-et-Sorans-les-Cordiers                          | Roche-sur-Linotte-et-Sorans-les-Cordiers    |               | 47° 28′ 24″ nord, 6° 12′ 13″ est |                | |      | Église Saint-Martin de Roche-sur-Linotte-et-Sorans-les-Cordiers                          |
| Église Notre-Dame-du-Bas de Ronchamp                                                     | Ronchamp                                    |               | 47° 41′ 59″ nord, 6° 37′ 51″ est |                | |      | Église Notre-Dame-du-Bas de Ronchamp                                                     |
| Église Saint-Barthélemy de Rosey                                                         | Rosey                                       |               | 47° 33′ 54″ nord, 6° 01′ 39″ est |                | |      | Église Saint-Barthélemy de Rosey                                                         |
| Église Saint-Siméon de Rosières-sur-Mance                                                | Rosières-sur-Mance                          |               | 47° 50′ 10″ nord, 5° 47′ 40″ est |                | |      | Image manquante Téléverser                                                               |
| Église Saint-Hippolyte de Roye                                                           | Roye                                        |               | 47° 40′ 08″ nord, 6° 32′ 22″ est |                | |      | Église Saint-Hippolyte de Roye                                                           |
| Église de la Nativité-de-Notre-Dame de Ruhans                                            | Ruhans                                      |               | 47° 27′ 35″ nord, 6° 08′ 09″ est |                | |      | Église de la Nativité-de-Notre-Dame de Ruhans                                            |
| Église de la Nativité-de-Notre-Dame de Rupt-sur-Saône                                    | Rupt-sur-Saône                              |               | 47° 38′ 47″ nord, 5° 55′ 54″ est | « PA00102266 » | Inscrit MH                                                                                                | 1987 | Église de la Nativité-de-Notre-Dame de Rupt-sur-Saône                                    |
| Église Saint-Barthélemy de Saint-Barthélemy (Haute-Saône)                                | Saint-Barthélemy                            |               | 47° 44′ 58″ nord, 6° 35′ 18″ est |                | |      | Église Saint-Barthélemy de Saint-Barthélemy (Haute-Saône)                                |
| Église Saint-Brice de Saint-Bresson                                                      | Saint-Bresson                               |               | 47° 52′ 12″ nord, 6° 30′ 31″ est |                | |      | Église Saint-Brice de Saint-Bresson                                                      |
| Église Saint-Georges de Saint-Broing                                                     | Saint-Broing                                |               | 47° 26′ 52″ nord, 5° 41′ 56″ est |                | |      | Église Saint-Georges de Saint-Broing                                                     |
| Église Saint-Ferréol-et-Saint-Ferjeux de Saint-Ferjeux                                   | Saint-Ferjeux                               |               | 47° 32′ 41″ nord, 6° 30′ 35″ est |                | |      | Église Saint-Ferréol-et-Saint-Ferjeux de Saint-Ferjeux                                   |
| Église Saint-Gand de Saint-Gand                                                          | Saint-Gand                                  |               | 47° 31′ 01″ nord, 5° 50′ 56″ est |                | |      | Église Saint-Gand de Saint-Gand                                                          |
| Église Saint-Germain de Saint-Germain (Haute-Saône)                                      | Saint-Germain                               |               | 47° 43′ 18″ nord, 6° 31′ 54″ est |                | |      | Église Saint-Germain de Saint-Germain (Haute-Saône)                                      |
| Église Saint-Loup de Saint-Loup-Nantouard                                                | Saint-Loup-Nantouard                        |               | 47° 25′ 32″ nord, 5° 43′ 28″ est |                | |      | Église Saint-Loup de Saint-Loup-Nantouard                                                |
| Église Saint-Loup de Saint-Loup-sur-Semouse                                              | Saint-Loup-sur-Semouse                      |               | 47° 53′ 11″ nord, 6° 16′ 20″ est |                | |      | Église Saint-Loup de Saint-Loup-sur-Semouse                                              |
| Église Saint-Marcel de Saint-Marcel (Haute-Saône)                                        | Saint-Marcel                                |               | 47° 49′ 33″ nord, 5° 49′ 33″ est |                | |      | Image manquante Téléverser                                                               |
| Église Saint-Rémy de Saint-Rémy-en-Comté                                                 | Saint-Rémy-en-Comté                         |               | 47° 50′ 04″ nord, 6° 05′ 40″ est |                | |      | Église Saint-Rémy de Saint-Rémy-en-Comté                                                 |
| Église Sainte-Trinité de Saint-Sauveur                                                   | Saint-Sauveur                               |               | 47° 48′ 25″ nord, 6° 23′ 05″ est |                | |      | Église Sainte-Trinité de Saint-Sauveur                                                   |
| Église Sainte-Trinité de Saint-Sauveur                                                   | Saint-Sulpice                               |               | 47° 33′ 55″ nord, 6° 26′ 51″ est |                | |      | Église Sainte-Trinité de Saint-Sauveur                                                   |
| Église Sainte-Madeleine de Sainte-Marie-en-Chanois                                       | Sainte-Marie-en-Chanois                     |               | 47° 50′ 00″ nord, 6° 30′ 48″ est |                | |      | Église Sainte-Madeleine de Sainte-Marie-en-Chanois                                       |
| Église de l'Assomption de Sainte-Marie-en-Chaux                                          | Sainte-Marie-en-Chaux                       |               | 47° 47′ 21″ nord, 6° 18′ 42″ est |                | |      | Église de l'Assomption de Sainte-Marie-en-Chaux                                          |
| Église Sainte-Suzanne de Saponcourt                                                      | Saponcourt                                  |               | 47° 52′ 15″ nord, 6° 01′ 37″ est |                | |      | Église Sainte-Suzanne de Saponcourt                                                      |
| Église de la Décollation-de-Saint-Jean-Baptiste de Saulnot                               | Saulnot                                     |               | 47° 33′ 40″ nord, 6° 38′ 01″ est |                | |      | Église de la Décollation-de-Saint-Jean-Baptiste de Saulnot                               |
| Église Saint-Martin de Saulx                                                             | Saulx                                       |               | 47° 41′ 47″ nord, 6° 16′ 48″ est |                | |      | Église Saint-Martin de Saulx                                                             |
| Église Saint-Marcel de Sauvigney-lès-Gray                                                | Sauvigney-lès-Gray                          |               | 47° 26′ 53″ nord, 5° 44′ 15″ est |                | |      | Église Saint-Marcel de Sauvigney-lès-Gray                                                |
| Église Saint-Pierre-et-Saint-Paul de Sauvigney-lès-Pesmes                                | Sauvigney-lès-Pesmes                        |               | 47° 18′ 02″ nord, 5° 34′ 09″ est | « IA00016623 » | |      | Église Saint-Pierre-et-Saint-Paul de Sauvigney-lès-Pesmes                                |
| Église Saint-Cyr-et-Sainte-Julitte de Savoyeux                                           | Savoyeux                                    |               | 47° 32′ 54″ nord, 5° 44′ 43″ est | « PA00135347 » | Inscrit MH                                                                                                | 1995 | Image manquante Téléverser                                                               |
| Église Saint-Martin de Scey-sur-Saône                                                    | Scey-sur-Saône-et-Saint-Albin               |               | 47° 40′ 12″ nord, 5° 57′ 55″ est | « PA00102273 » | Classé MH                                                                                                 | 2010 | Église Saint-Martin de Scey-sur-Saône                                                    |
| Église Saint-Léger de Scye                                                               | Scye                                        |               | 47° 39′ 20″ nord, 6° 03′ 22″ est |                | |      | Église Saint-Léger de Scye                                                               |
| Église de l'Assomption-de-Notre-Dame de Selles                                           | Selles                                      |               | 47° 57′ 44″ nord, 6° 05′ 13″ est |                | |      | Église de l'Assomption-de-Notre-Dame de Selles                                           |
| Église Saint-Valère de Semmadon                                                          | Semmadon                                    |               | 47° 44′ 22″ nord, 5° 52′ 15″ est |                | |      | Église Saint-Valère de Semmadon                                                          |
| Église Saint-Nicolas de Senargent-Mignafans                                              | Senargent-Mignafans                         |               | 47° 33′ 58″ nord, 6° 31′ 37″ est |                | |      | Église Saint-Nicolas de Senargent-Mignafans                                              |
| Église Saint-Étienne de Senoncourt                                                       | Senoncourt                                  |               | 47° 50′ nord, 6° 04′ est         | « PA00102274 » | Inscrit MH Les deux travées du chœur de l'église et la chapelle Notre-Dame-de-Rhé                         | 1934 | Église Saint-Étienne de Senoncourt                                                       |
| Église Notre-Dame-de-l'Assomption de Servance                                            | Servance-Miellin                            |               | 47° 49′ 03″ nord, 6° 41′ 10″ est |                | |      | Église Notre-Dame-de-l'Assomption de Servance                                            |
| Église Saint-Blaise de Miellin                                                           | Servance-Miellin                            |               | 47° 48′ 39″ nord, 6° 44′ 21″ est |                | |      | Église Saint-Blaise de Miellin                                                           |
| Ancienne église de Servigney                                                             | Servigney                                   | devenu mairie | 47° 43′ 26″ nord, 6° 17′ 57″ est |                | |      | Ancienne église de Servigney                                                             |
| Église Saint-Laurent de Seveux                                                           | Seveux-Motey                                |               | 47° 33′ 25″ nord, 5° 45′ 00″ est |                | |      | Église Saint-Laurent de Seveux                                                           |
| Église Saint-Urs de Motey-sur-Saône                                                      | Seveux-Motey                                |               | 47° 31′ 31″ nord, 5° 44′ 33″ est |                | |      | Église Saint-Urs de Motey-sur-Saône                                                      |
| Église Saint-Ferréol-et-Saint-Ferjeux de Cubry-lès-Soing                                 | Soing-Cubry-Charentenay                     |               | 47° 36′ 19″ nord, 5° 54′ 37″ est |                | |      | Image manquante Téléverser                                                               |
| Église Saint-Ferréol-et-Saint-Ferjeux de Soing-Cubry-Charentenay                         | Soing-Cubry-Charentenay                     |               | 47° 34′ 58″ nord, 5° 52′ 38″ est |                | |      | Église Saint-Ferréol-et-Saint-Ferjeux de Soing-Cubry-Charentenay                         |
| Église Saint-Pierre-et-Saint-Paul de Charentenay                                         | Soing-Cubry-Charentenay                     |               | 47° 35′ 17″ nord, 5° 51′ 00″ est |                | |      | Église Saint-Pierre-et-Saint-Paul de Charentenay                                         |
| Église Saint-Bénigne de They                                                             | Sorans-lès-Breurey                          |               | 47° 23′ 00″ nord, 6° 04′ 08″ est |                | |      | Église Saint-Bénigne de They                                                             |
| Église Saint-Germain-d'Auxerre de Sornay                                                 | Sornay                                      |               | 47° 16′ 43″ nord, 5° 41′ 50″ est | « IA00016088 » | |      | Église Saint-Germain-d'Auxerre de Sornay                                                 |
| Église Saint-Charles de Tartécourt                                                       | Tartécourt                                  |               | 47° 50′ 16″ nord, 5° 58′ 55″ est |                | |      | Église Saint-Charles de Tartécourt                                                       |
| Église Saint-Valbert de Ternuay-Melay-et-Saint-Hilaire                                   | Ternuay-Melay-et-Saint-Hilaire              |               | 47° 47′ 13″ nord, 6° 37′ 58″ est |                | |      | Église Saint-Valbert de Ternuay-Melay-et-Saint-Hilaire                                   |
| Église Saint-Léger de Theuley                                                            | Theuley                                     |               | 47° 37′ 21″ nord, 5° 48′ 06″ est |                | |      | Image manquante Téléverser                                                               |
| Église de la Nativité-de-Notre-Dame de Thiénans                                          | Thiénans                                    |               | 47° 27′ 59″ nord, 6° 16′ 20″ est |                | |      | Image manquante Téléverser                                                               |
| Église Saint-Martin de Tincey-et-Pontrebeau                                              | Tincey-et-Pontrebeau                        |               | 47° 36′ 22″ nord, 5° 47′ 32″ est |                | |      | Image manquante Téléverser                                                               |
| Église de la Décollation-de-Saint-Jean-Baptiste de Traves                                | Traves                                      |               | 47° 36′ 46″ nord, 5° 58′ 16″ est | « PA00102277 » | Classé MH                                                                                                 | 1998 | Église de la Décollation-de-Saint-Jean-Baptiste de Traves                                |
| Église Saint-Pierre de Tromarey                                                          | Tromarey                                    |               | 47° 20′ 15″ nord, 5° 43′ 12″ est | « IA00016098 » | |      | Église Saint-Pierre de Tromarey                                                          |
| Église de Trésilley                                                                      | Trésilley                                   |               | 47° 27′ 08″ nord, 6° 01′ 42″ est |                | |      | Église de Trésilley                                                                      |
| Église de la Sainte-Trinité de Vadans                                                    | Vadans                                      |               | 47° 20′ 52″ nord, 5° 35′ 16″ est | « IA00016637 » | |      | Église de la Sainte-Trinité de Vadans                                                    |
| Église Saint-Augustin de Vaite                                                           | Vaite                                       |               | 47° 35′ 26″ nord, 5° 43′ 39″ est |                | |      | Image manquante Téléverser                                                               |
| Église Saint-Christophe de Vaivre-et-Montoille                                           | Vaivre-et-Montoille                         |               | 47° 37′ 44″ nord, 6° 06′ 14″ est |                | |      | Église Saint-Christophe de Vaivre-et-Montoille                                           |
| Église Saint-Pierre de Valay                                                             | Valay                                       |               | 47° 20′ 13″ nord, 5° 38′ 17″ est | « PA00102280 » | Inscrit MH                                                                                                | 1983 | Église Saint-Pierre de Valay                                                             |
| Église Saint-Martin de Vallerois-le-Bois                                                 | Vallerois-le-Bois                           |               | 47° 32′ 57″ nord, 6° 17′ 17″ est |                | |      | Église Saint-Martin de Vallerois-le-Bois                                                 |
| Église Saint-Remi de Vanne                                                               | Vanne                                       |               | 47° 36′ 22″ nord, 5° 50′ 23″ est |                | |      | Église Saint-Remi de Vanne                                                               |
| Église Saint-Barthélemy de Varogne                                                       | Varogne                                     |               | 47° 42′ 51″ nord, 6° 12′ 13″ est |                | |      | Église Saint-Barthélemy de Varogne                                                       |
| Église Saint-André de Vars                                                               | Vars                                        |               | 47° 32′ 03″ nord, 5° 31′ 55″ est |                | |      | Image manquante Téléverser                                                               |
| Église Saint-Léger de Vauchoux                                                           | Vauchoux                                    |               | 47° 39′ 43″ nord, 6° 01′ 36″ est |                | |      | Image manquante Téléverser                                                               |
| Église Saint-Sulpice de Vauconcourt                                                      | Vauconcourt-Nervezain                       |               | 47° 39′ 40″ nord, 5° 49′ 28″ est |                | |      | Église Saint-Sulpice de Vauconcourt                                                      |
| Église de la Nativité-de-Notre-Dame de Vauvillers                                        | Vauvillers                                  |               | 47° 55′ 20″ nord, 6° 05′ 47″ est | « PA70000031 » | Inscrit MH                                                                                                | 1998 | Église de la Nativité-de-Notre-Dame de Vauvillers                                        |
| Église Saint-Mamès de Velesmes-Échevanne                                                 | Velesmes-Échevanne                          |               | 47° 25′ 10″ nord, 5° 42′ 14″ est |                | |      | Église Saint-Mamès de Velesmes-Échevanne                                                 |
| Église Saint-André de Velle-le-Châtel                                                    | Velle-le-Châtel                             |               | 47° 35′ 59″ nord, 6° 02′ 47″ est |                | |      | Église Saint-André de Velle-le-Châtel                                                    |
| Église Saint-Germain de Vellechevreux-et-Courbenans                                      | Vellechevreux-et-Courbenans                 |               | 47° 32′ 28″ nord, 6° 32′ 21″ est |                | |      | Église Saint-Germain de Vellechevreux-et-Courbenans                                      |
| Église Saint-Léger de Vellefaux                                                          | Vellefaux                                   |               | 47° 33′ 11″ nord, 6° 08′ 20″ est |                | |      | Église Saint-Léger de Vellefaux                                                          |
| Église de l'Assomption de Vellefrie                                                      | Vellefrie                                   |               | 47° 42′ 20″ nord, 6° 13′ 11″ est |                | |      | Église de l'Assomption de Vellefrie                                                      |
| Église Saint-Maurice de Velleguindry-et-Levrecey                                         | Velleguindry-et-Levrecey                    |               | 47° 33′ 33″ nord, 6° 05′ 49″ est |                | |      | Église Saint-Maurice de Velleguindry-et-Levrecey                                         |
| Église Saint-Michel de Velleminfroy                                                      | Velleminfroy                                |               | 47° 39′ 46″ nord, 6° 18′ 59″ est |                | |      | Église Saint-Michel de Velleminfroy                                                      |
| Église Saint-Martin de Vellexon-Queutrey-et-Vaudey                                       | Vellexon-Queutrey-et-Vaudey                 |               | 47° 33′ 46″ nord, 5° 48′ 17″ est |                | |      | Église Saint-Martin de Vellexon-Queutrey-et-Vaudey                                       |
| Église de la Nativité-de-Notre-Dame de Velloreille-lès-Choye                             | Velloreille-lès-Choye                       |               | 47° 23′ 34″ nord, 5° 44′ 10″ est |                | |      | Église de la Nativité-de-Notre-Dame de Velloreille-lès-Choye                             |
| Église Saint-Laurent de Velorcey                                                         | Velorcey                                    |               | 47° 46′ 46″ nord, 6° 15′ 01″ est |                | |      | Église Saint-Laurent de Velorcey                                                         |
| Église de la Nativité-de-Notre-Dame de Venisey                                           | Venisey                                     |               | 47° 49′ 54″ nord, 5° 59′ 39″ est |                | |      | Église de la Nativité-de-Notre-Dame de Venisey                                           |
| Église de la Nativité-de-Notre-Dame de Venère                                            | Venère                                      |               | 47° 21′ 39″ nord, 5° 40′ 33″ est | « IA00016681 » | |      | Église de la Nativité-de-Notre-Dame de Venère                                            |
| Église Saint-Léger de Vereux                                                             | Vereux                                      |               | 47° 31′ 10″ nord, 5° 39′ 12″ est |                | |      | Image manquante Téléverser                                                               |
| Église de la Nativité-de-Notre-Dame de Vernois-sur-Mance                                 | Vernois-sur-Mance                           |               | 47° 50′ 44″ nord, 5° 47′ 09″ est |                | |      | Église de la Nativité-de-Notre-Dame de Vernois-sur-Mance                                 |
| Église Saint-Georges de Vesoul                                                           | Vesoul                                      |               | 47° 37′ 24″ nord, 6° 09′ 23″ est | « PA00102287 » | Classé MH                                                                                                 | 1993 | Église Saint-Georges de Vesoul                                                           |
| Église du Sacré-Cœur de Vesoul                                                           | Vesoul                                      |               | 47° 36′ 51″ nord, 6° 09′ 14″ est |                | |      | Église du Sacré-Cœur de Vesoul                                                           |
| Église Saint-Joseph des Rèpes                                                            | Vesoul                                      |               | 47° 38′ 17″ nord, 6° 10′ 12″ est |                | |      | Image manquante Téléverser                                                               |
| Église Saint-Étienne de Villafans                                                        | Villafans                                   |               | 47° 34′ 53″ nord, 6° 28′ 23″ est |                | |      | Église Saint-Étienne de Villafans                                                        |
| Église Sainte-Marie-Madeleine de Villars-le-Pautel                                       | Villars-le-Pautel                           |               | 47° 53′ 41″ nord, 5° 56′ 05″ est |                | |      | Église Sainte-Marie-Madeleine de Villars-le-Pautel                                       |
| Église Saint-Michel de Villeparois                                                       | Villeparois                                 |               | 47° 39′ 22″ nord, 6° 10′ 54″ est |                | |      | Église Saint-Michel de Villeparois                                                       |
| Église Saint-Pierre de Tarentaise de Villers-Bouton                                      | Villers-Bouton                              |               | 47° 27′ 00″ nord, 5° 58′ 41″ est |                | |      | Église Saint-Pierre de Tarentaise de Villers-Bouton                                      |
| Église de la Nativité-de-Notre-Dame de Villers-Chemin-et-Mont-lès-Étrelles               | Villers-Chemin-et-Mont-lès-Étrelles         |               | 47° 27′ 22″ nord, 5° 51′ 56″ est | « IA00016364 » | |      | Église de la Nativité-de-Notre-Dame de Villers-Chemin-et-Mont-lès-Étrelles               |
| Église Saint-Martin de Villers-Pater                                                     | Villers-Pater                               |               | 47° 28′ 04″ nord, 6° 09′ 44″ est |                | |      | Église Saint-Martin de Villers-Pater                                                     |
| Église Saint-Valère de Villers-Vaudey                                                    | Villers-Vaudey                              |               | 47° 40′ 20″ nord, 5° 45′ 30″ est |                | |      | Image manquante Téléverser                                                               |
| Église de la Nativité-de-Notre-Dame de Villers-la-Ville                                  | Villers-la-Ville                            |               | 47° 32′ 52″ nord, 6° 27′ 44″ est |                | |      | Église de la Nativité-de-Notre-Dame de Villers-la-Ville                                  |
| Église Saint-Denis de Villers-le-Sec                                                     | Villers-le-Sec                              |               | 47° 35′ 57″ nord, 6° 13′ 07″ est |                | |      | Image manquante Téléverser                                                               |
| Église Saint-Pierre de Villers-lès-Luxeuil                                               | Villers-lès-Luxeuil                         |               | 47° 46′ 17″ nord, 6° 17′ 11″ est | « PA00135348 » | Inscrit MH                                                                                                | 1995 | Église Saint-Pierre de Villers-lès-Luxeuil                                               |
| Église de la Nativité-de-Notre-Dame de Villers-sur-Port                                  | Villers-sur-Port                            |               | 47° 42′ 52″ nord, 6° 04′ 36″ est |                | |      | Église de la Nativité-de-Notre-Dame de Villers-sur-Port                                  |
| Église Saint-Nicolas de Villersexel                                                      | Villersexel                                 |               | 47° 33′ 04″ nord, 6° 25′ 58″ est |                | |      | Église Saint-Nicolas de Villersexel                                                      |
| Église Saint-Laurent de Vitrey-sur-Mance                                                 | Vitrey-sur-Mance                            |               | 47° 48′ 50″ nord, 5° 45′ 37″ est |                | |      | Image manquante Téléverser                                                               |
| Église de l'Assomption de Volon                                                          | Volon                                       |               | 47° 37′ 23″ nord, 5° 43′ 33″ est |                | |      | Image manquante Téléverser                                                               |
| Église de l'Assomption de Voray-sur-l'Ognon                                              | Voray-sur-l'Ognon                           |               | 47° 20′ 21″ nord, 6° 01′ 08″ est | « PA00102297 » | Classé MH                                                                                                 | 1945 | Église de l'Assomption de Voray-sur-l'Ognon                                              |
| Église Saint-Jacques de Vougécourt                                                       | Vougécourt                                  |               | 47° 56′ 31″ nord, 5° 59′ 41″ est |                | |      | Église Saint-Jacques de Vougécourt                                                       |
| Église Saint-Nicolas de Vouhenans                                                        | Vouhenans                                   |               | 47° 39′ 01″ nord, 6° 28′ 50″ est |                | |      | Église Saint-Nicolas de Vouhenans                                                        |
| Église Notre-Dame de Vregille                                                            | Vregille                                    |               | 47° 19′ 08″ nord, 5° 53′ 30″ est | « IA00016104 » | |      | Église Notre-Dame de Vregille                                                            |
| Église Saint-Étienne de Vy-le-Ferroux                                                    | Vy-le-Ferroux                               |               | 47° 35′ 12″ nord, 5° 58′ 30″ est |                | |      | Église Saint-Étienne de Vy-le-Ferroux                                                    |
| Église Saint-Julien de Vy-lès-Filain                                                     | Vy-lès-Filain                               |               | 47° 30′ 42″ nord, 6° 11′ 51″ est |                | |      | Église Saint-Julien de Vy-lès-Filain                                                     |
| Église Saint-Léger de Vy-lès-Lure                                                        | Vy-lès-Lure                                 |               | 47° 38′ 45″ nord, 6° 26′ 44″ est |                | |      | Église Saint-Léger de Vy-lès-Lure                                                        |
| Église Saint-Pierre-aux-Liens de Vy-lès-Rupt                                             | Vy-lès-Rupt                                 |               | 47° 38′ 23″ nord, 5° 53′ 45″ est |                | |      | Église Saint-Pierre-aux-Liens de Vy-lès-Rupt                                             |
| Église Saint-Martin-de-Tours d'Échenoz-la-Méline                                         | Échenoz-la-Méline                           |               | 47° 36′ 07″ nord, 6° 08′ 14″ est |                | |      | Église Saint-Martin-de-Tours d'Échenoz-la-Méline                                         |
| Église Saint-Luc d'Échenoz-le-Sec                                                        | Échenoz-le-Sec                              |               | 47° 32′ 22″ nord, 6° 07′ 13″ est |                | |      | Église Saint-Luc d'Échenoz-le-Sec                                                        |
| Église Saint-Martin d'Écromagny                                                          | Écromagny                                   |               | 47° 47′ 36″ nord, 6° 33′ 47″ est |                | |      | Église Saint-Martin d'Écromagny                                                          |
| Église Saint-Agnan d'Écuelle                                                             | Écuelle                                     |               | 47° 32′ 58″ nord, 5° 32′ 56″ est |                | |      | Église Saint-Agnan d'Écuelle                                                             |
| Église Saint-Germain d'Équevilley                                                        | Équevilley                                  |               | 47° 46′ 09″ nord, 6° 11′ 02″ est | « PA00102150 » | Inscrit MH                                                                                                | 1944 | Église Saint-Germain d'Équevilley                                                        |

## Culteprotestant
| Église                                          | Commune                    | Adresse | Coordonnées                      | Notice         | Protection | Date | Illustration                                    |
| ----------------------------------------------- | -------------------------- | ------- | -------------------------------- | -------------- | ---------- | ---- | ----------------------------------------------- |
| Temple protestant de Belverne                   | Belverne                   |         | 47° 37′ 54″ nord, 6° 39′ 02″ est |                |            |      | Temple protestant de Belverne                   |
| Temple protestant de Brevilliers                | Brevilliers                |         | 47° 34′ 50″ nord, 6° 47′ 31″ est |                |            |      | Temple protestant de Brevilliers                |
| Temple protestant de Chagey                     | Chagey                     |         | 47° 36′ 47″ nord, 6° 43′ 57″ est |                |            |      | Temple protestant de Chagey                     |
| Temple protestant de Champey                    | Champey                    |         | 47° 35′ 02″ nord, 6° 40′ 50″ est |                |            |      | Temple protestant de Champey                    |
| Temple protestant de Chenebier                  | Chenebier                  |         | 47° 38′ 55″ nord, 6° 42′ 59″ est |                |            |      | Temple protestant de Chenebier                  |
| Temple luthérien de Clairegoutte                | Clairegoutte               |         | 47° 39′ 47″ nord, 6° 37′ 16″ est | « PA00102321 » | Inscrit MH | 1991 | Temple luthérien de Clairegoutte                |
| Temple protestant de Couthenans                 | Couthenans                 |         | 47° 35′ 29″ nord, 6° 43′ 29″ est |                |            |      | Temple protestant de Couthenans                 |
| Temple protestant de Frédéric-Fontaine          | Frédéric-Fontaine          |         | 47° 39′ 24″ nord, 6° 37′ 44″ est |                |            |      | Image manquante Téléverser                      |
| Église luthérienne Saint-Christophe d'Héricourt | Héricourt                  |         | 47° 34′ 34″ nord, 6° 45′ 31″ est | « PA00135345 » | Inscrit MH | 1995 | Église luthérienne Saint-Christophe d'Héricourt |
| Église luthérienne de Bussurel                  | Héricourt                  |         | 47° 32′ 59″ nord, 6° 46′ 45″ est |                |            |      | Église luthérienne de Bussurel                  |
| Temple protestant de Tavey                      | Héricourt                  |         | 47° 33′ 49″ nord, 6° 44′ 24″ est |                |            |      | Temple protestant de Tavey                      |
| Église évangélique luthérienne de Lure          | Lure                       |         | 47° 41′ 08″ nord, 6° 29′ 47″ est |                |            |      | Église évangélique luthérienne de Lure          |
| Église évangélique de Luxeuil-les-Bains         | Luxeuil-les-Bains          |         | 47° 49′ 02″ nord, 6° 22′ 41″ est |                |            |      | Église évangélique de Luxeuil-les-Bains         |
| Temple protestant de Luze                       | Luze                       |         | 47° 35′ 47″ nord, 6° 44′ 21″ est |                |            |      | Temple protestant de Luze                       |
| Temple luthérien de Magny-Danigon               | Magny-Danigon              |         | 47° 40′ 29″ nord, 6° 36′ 05″ est |                |            |      | Temple luthérien de Magny-Danigon               |
| Temple protestant de Trémoins                   | Trémoins                   |         | 47° 33′ 44″ nord, 6° 42′ 17″ est |                |            |      | Temple protestant de Trémoins                   |
| Temple protestant de Vesoul                     | Vesoul                     |         | 47° 37′ 27″ nord, 6° 09′ 35″ est | « PA70000120 » | Inscrit MH | 2020 | Temple protestant de Vesoul                     |
| Église luthérienne de Vyans-le-Val              | Vyans-le-Val               |         | 47° 33′ 00″ nord, 6° 45′ 58″ est |                |            |      | Église luthérienne de Vyans-le-Val              |
| Temple protestant d'Échenans-sous-Mont-Vaudois  | Échenans-sous-Mont-Vaudois |         | 47° 36′ 14″ nord, 6° 46′ 20″ est |                |            |      | Temple protestant d'Échenans-sous-Mont-Vaudois  |
| Temple protestant d'Étobon                      | Étobon                     |         | 47° 38′ 33″ nord, 6° 40′ 32″ est |                |            |      | Temple protestant d'Étobon                      |